# Allégation antisémite
L'allégation antisémite est une accusation délibérément fabriquée, présentée comme vraie, dans le seul but d'inciter à l'antisémitisme. Bien qu'elles aient été largement réfutées, les calomnies antisémites font souvent partie d'une théorie plus vaste de complot juif. Selon l'historien Kenneth Stern :

## Accusations contradictoires

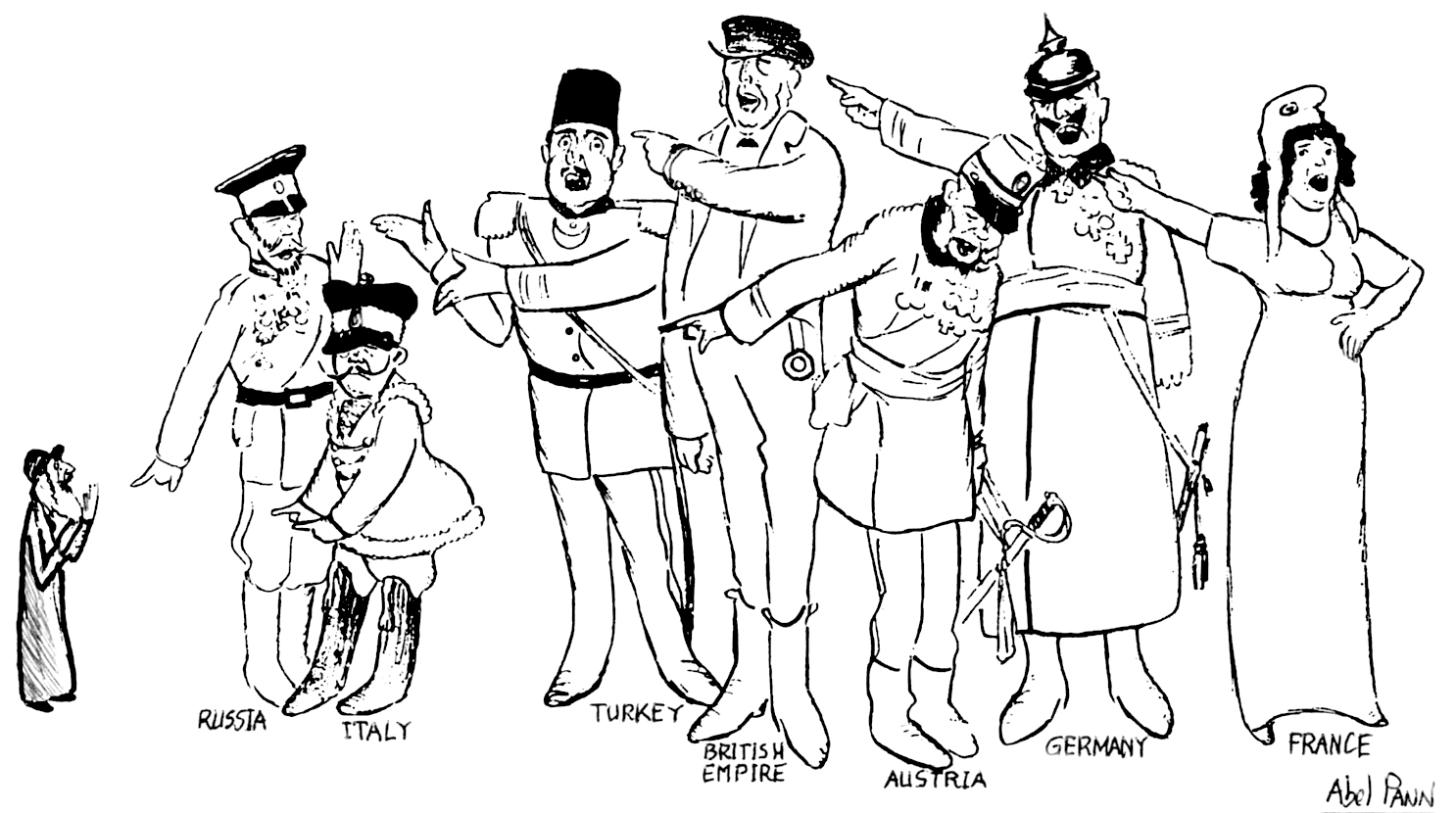
Dessin de 1915 d'Abel Pann (1883–1963) dénonçant le populisme des dirigeants désignant « le Juif » comme « bouc émissaire et mouton noir » de l'Europe.

Si l'on excepte la misogynie, l'antisémitisme est la « plus longue haine » : il s'agit d'une émotion négative née du rejet de la différence, dont de nombreux chercheurs notent les contradictions et l'irrationalité. Dès 1882, Léon Pinsker note :
« Ami ou ennemi, chacun a essayé d'expliquer ou de justifier cette haine des Juifs, en donnant toutes sortes de raisons. Les Juifs sont accusés d'avoir crucifié le Christ, de boire du sang de chrétiens, d'avoir empoisonné les puits, d'avoir des profits usuraires, d'exploiter les paysans et ainsi de suite. Ceci, ainsi que les milliers d'autres accusations contre ce peuple dans son ensemble, a été prouvé sans fondement. Ceci montre la faiblesse de ceux qui ont inventé tout cela dans le but de calmer leur conscience maligne d'oppresseurs de Juifs, pour justifier la condamnation d'une nation complète, pour démontrer la nécessité de brûler sur le bûcher le Juif, ou plutôt le fantasme du Juif. Qui essaye de trop prouver, ne prouve rien du tout. Bien que les Juifs puissent être accusés de nombreux travers, ces travers sont, dans tous les cas, pas de si grands vices ni des crimes capitaux qui pourraient justifier la condamnation de l'ensemble du peuple. »
Au sujet des mythes antisémites, Jocelyn Hellig écrit dans son livre de 2003 The Holocaust and Antisemitism : A Short History :
« Michael Curtis a montré qu'aucun autre groupe de personnes au monde n'a été accusé simultanément :
- d'asservissement de la société et de cosmopolitisme ;
- d'être des exploiteurs capitalistes et des agents de la finance internationale, et aussi des agitateurs révolutionnaires ;
- d'avoir une mentalité matérialiste et d'être le peuple du Livre ;
- d'agir en agresseurs militants tout en étant lâches et pacifistes ;
- d'adhérer à une religion superstitieuse et être des agents du modernisme ;
- de maintenir une loi rigide tout en étant moralement décadents ;
- d'être un peuple élu, tout en ayant une nature humaine inférieure ;
- d'être à la fois arrogants et timides ;
- d'accentuer l'individualisme tout en encourageant l'adhésion à la communauté. »

## Mensonges antisémites

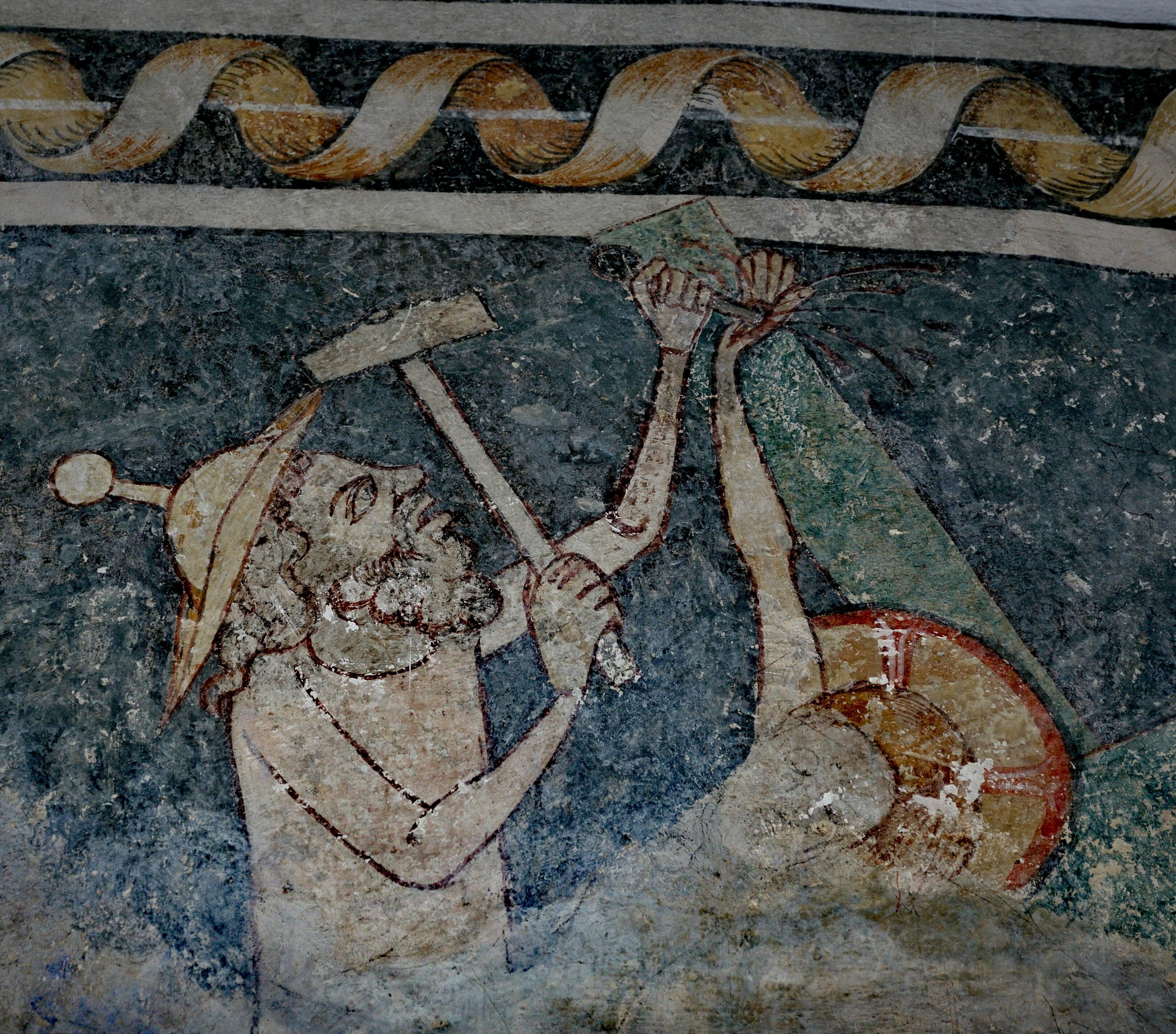
Crucifixion par un juif portant le judenhut, chapelle Sainte Catherine Landau, Allemagne, XIV° s.

### Accusation de déicide
Selon Jeremy Cohen, « Même avant l'apparition des Évangiles, l'apôtre Paul (ou plus probablement un de ses disciples), lui-même Juif, dépeint les Juifs comme les tueurs du Christ… Mais bien que le Nouveau Testament présente clairement les Juifs comme responsables de la mort du Christ, Paul et les évangélistes ne condamnent néanmoins pas tous les Juifs, en raison de leur judaïsme, comme meurtriers de Dieu et de son Messie. Cette condamnation, cependant arrivera bientôt ».
Selon les récits du Nouveau Testament, les autorités juives de Judée ont accusé le Christ de blasphème et ont cherché son exécution. Cependant, les autorités juives n'avaient pas l'autorité pour le condamner à mort selon Jean 18:31. Néanmoins, il est mentionné dans les Actes des Apôtres 6:12 qu'ils ont ordonné la lapidation de saint Étienne ainsi que de Jacques le Juste, d'après les Antiquités judaïques 20.9.1. La traduction de la version érudite du Jésus-Seminar note pour Jean 18:31 : « C'est illégal pour nous ». La véracité de cette réclamation est douteuse. Ils amenèrent le Christ à Ponce Pilate, le gouverneur romain de la province de Judée, qui « consentit » à l'exécution du Christ.

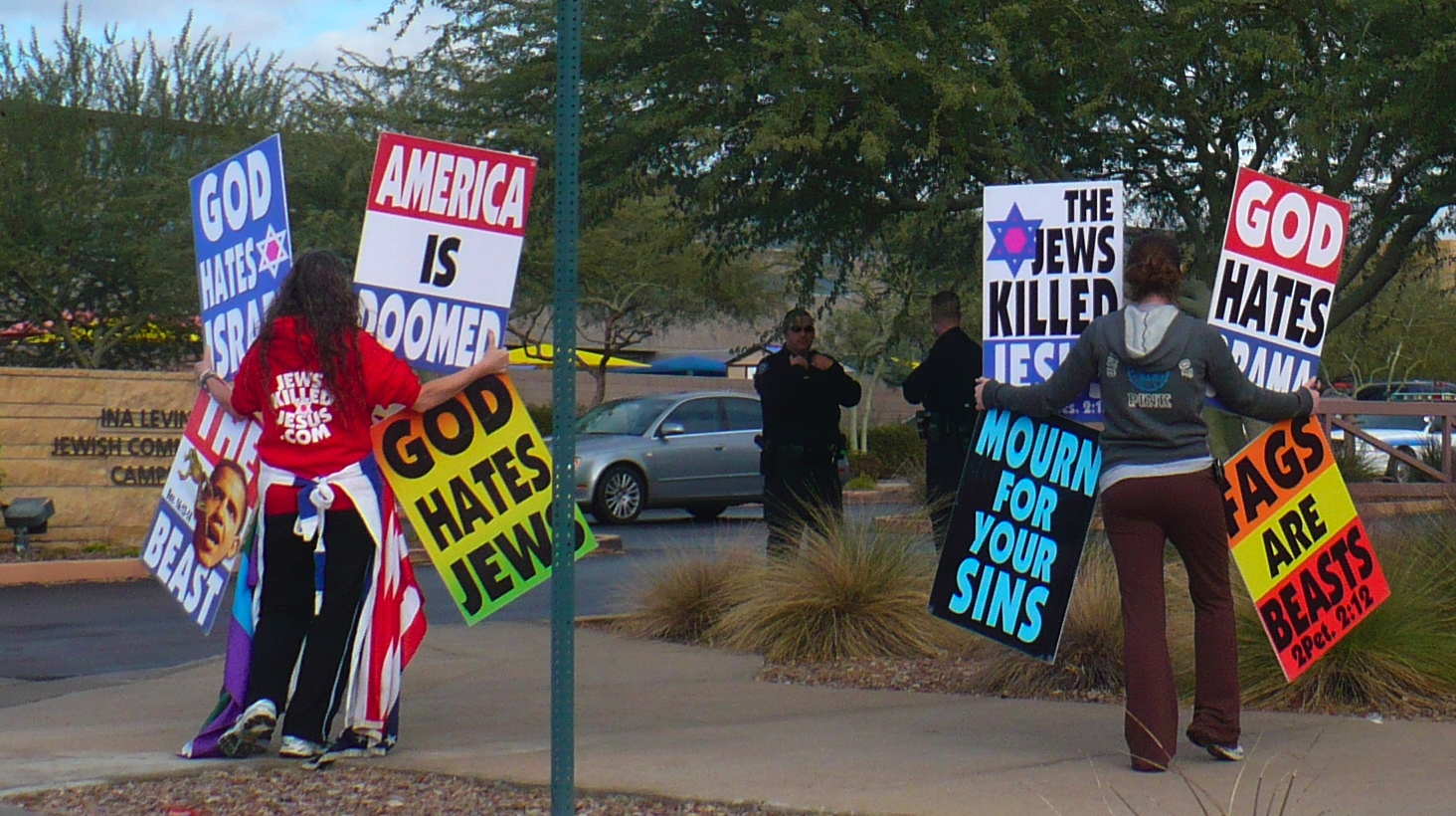
« Les Juifs ont tué Jésus », « Dieu déteste les Juifs », « Dieu déteste Israël ». Manifestation de l'Église baptiste de Westboro (WBC) devant une institution juive, Washington, 2010.

Pilate est dépeint dans les récits des Évangiles comme un complice réticent à la mort du Christ. Quelques chercheurs modernes ont mis en doute la véracité historique de ces récits. Ces historiens suggèrent qu'un gouverneur romain tel que Pilate, n'aurait pas hésité à exécuter n'importe quel meneur dont les disciples représentaient une menace à l'ordre romain, à ces époques où la vie humaine n'avait pas grand prix. Pourtant, certains récits des Évangiles indiquent qu'il y aurait eu des hésitations de la part des autorités aussi bien juives que romaines d'agir immédiatement et sans nécessité en face d'une opposition populaire potentielle (Matthieu 26:4-5; Marc 15:12-15 ; Luc 22:1-2). Ces historiens suggèrent aussi que les Évangiles semblent avoir minoré le rôle des Romains dans la mort du Christ, dans une période où la chrétienté se battait pour se faire accepter par le monde romain. Toutefois, les quatre récits des Évangiles désignent le gouverneur romain Pilate comme partiellement responsable de l'exécution du Christ, et ne l'exonèrent pas, et il n'est pas sûr du tout que le fait de blâmer complètement Pilate aurait diminué, plusieurs décennies après son règne, l'acceptation des Chrétiens[pas clair].
En tant que résultat du IIe concile œcuménique du Vatican, l'Église catholique, sous le pontificat du pape Paul VI, a publié en 1965 le document Nostra Ætate, répudiant la doctrine de la culpabilité juive dans la crucifixion du Christ.

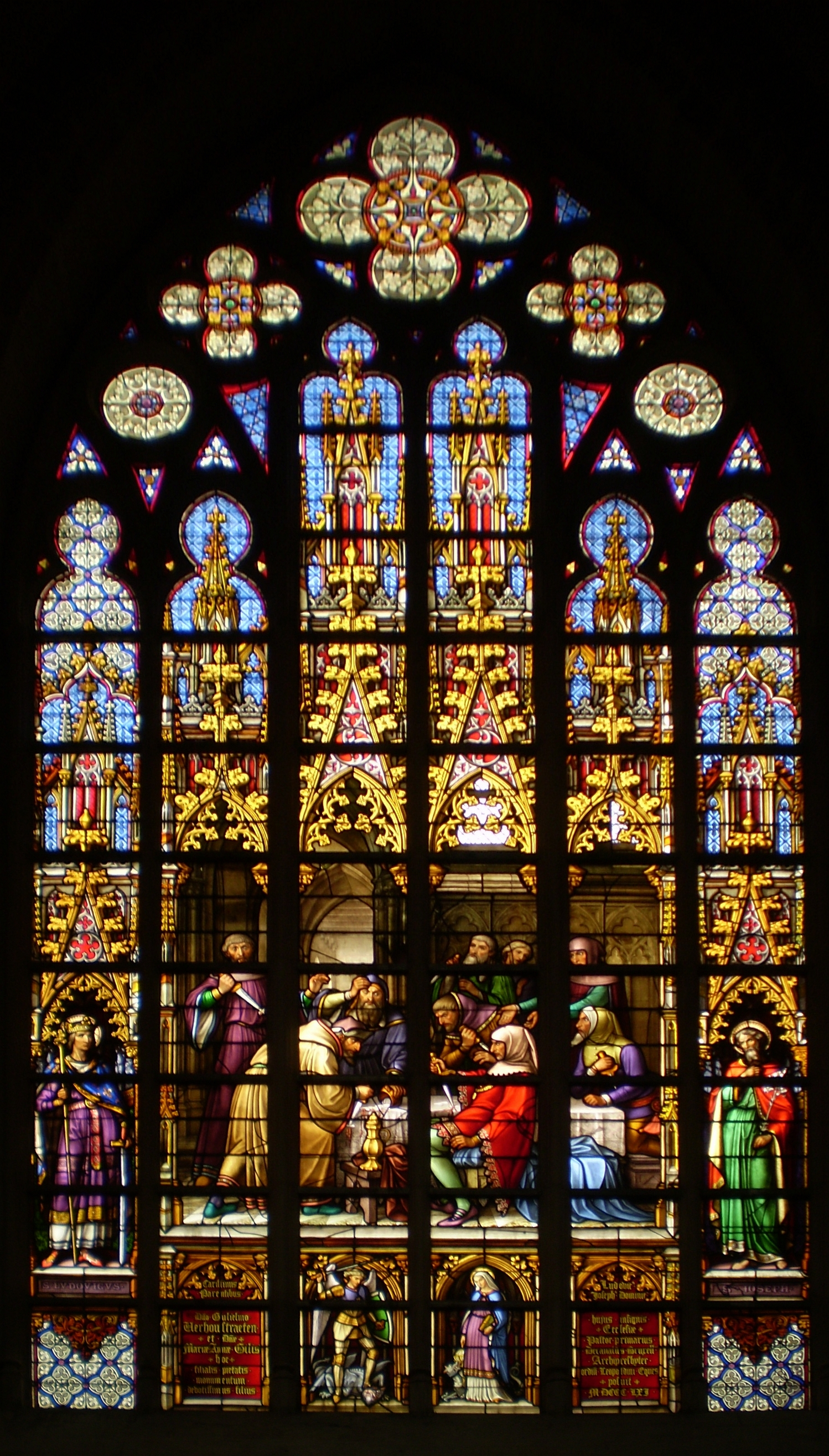
Vitrail de 1880, scène de profanation d'hostie par des Juifs, relative à une affaire de 1390, cathédrale Saints-Michel-et-Gudule, Bruxelles, Belgique.

### Accusation de profanation d'hosties
Au cours du Moyen Âge, en Europe, les Juifs étaient accusés de voler des hosties consacrées, ou des galettes de communion, et de les profaner pour reproduire la crucifixion du Christ en les cassant ou les brûlant ou en les maltraitant de toute autre façon. Les accusations étaient souvent appuyées par le témoignage de l'accusateur.
La première accusation connue de profanation d'hostie par des Juifs, date de 1243 à Berlitz, près de Berlin, et conduisit alors à la mort immédiate sur le bûcher de tous les Juifs de Berlitz sur la colline appelée depuis lors Judenberg (Mont des Juifs). Jeremy Cohen rapporte que la première accusation de profanation d'hostie à Paris se passa en 1290 et indique :
« L'histoire exerça son influence même en l'absence de Juifs… Edouard Ier d'Angleterre expulsa les Juifs de son royaume en 1290, et ils ne furent autorisés à revenir qu'à partir de la fin des années 1650. Néanmoins au XIVe et XVe siècles, apparaissent une prolifération d'histoires de profanation d'hosties en Angleterre : dans les recueils d'histoires miraculeuses, dont la plupart étaient dédiés à la Vierge Marie; dans les manuscrits illuminés utilisés par les Chrétiens pour la prière et la méditation; dans les pièces de théâtre populaires, comme Play of the Sacrament de Croxton, qui évoque l'histoire d'un meurtre rituel supposé commis par les Juifs en Est-Anglie en 1191. »

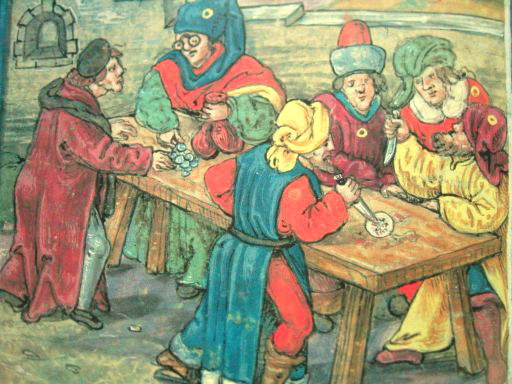
Juifs à la rouelle profanant une hostie en 1492, Sternberg, 1513.

Au cours des siècles suivants, des accusations similaires ont circulé au travers de l'Europe, suivies généralement de tortures et de massacres sur des régions entières. L'accusation de profanation d'hosties va s'estomper progressivement après la Réforme, quand Martin Luther en 1523 puis Sigismond II de Pologne en 1558 ont été les premiers à répudier cette accusation ; la façon réformée de comprendre la Sainte-Cène a eu pour résultat de modérer la piété populaire chrétienne. Cependant, sporadiquement des accusations ont continué à se produire aux XVIIIe et XIXe siècles, alimentées par les légendes, les pièces de théâtre ou les poèmes qui perduraient et par le Vatican, sous les papes Pie IX et Léon XIII, qui soutenait encore ces stéréotypes antijuifs au XIXe siècle. En 1761 à Nancy, plusieurs Juifs d'Alsace sont exécutés, accusés de profanation d'hosties. La dernière accusation connue date de 1836 à Bisladen en Roumanie.
On crut cependant toujours aux meurtres rituels et à la vérité des anciennes profanations d'hosties rapportées par des légendes :
Ces légendes se sont perpétuées jusqu'au XXe siècle, faisant l'objet de commémorations et de pèlerinages. Ce n'est qu'après le concile Vatican II en 1965 que les autorités religieuses catholiques ont admis le caractère tendancieux et légendaires de ces accusations et d'autres ont demandé pardon.

### Accusation de meurtre rituel

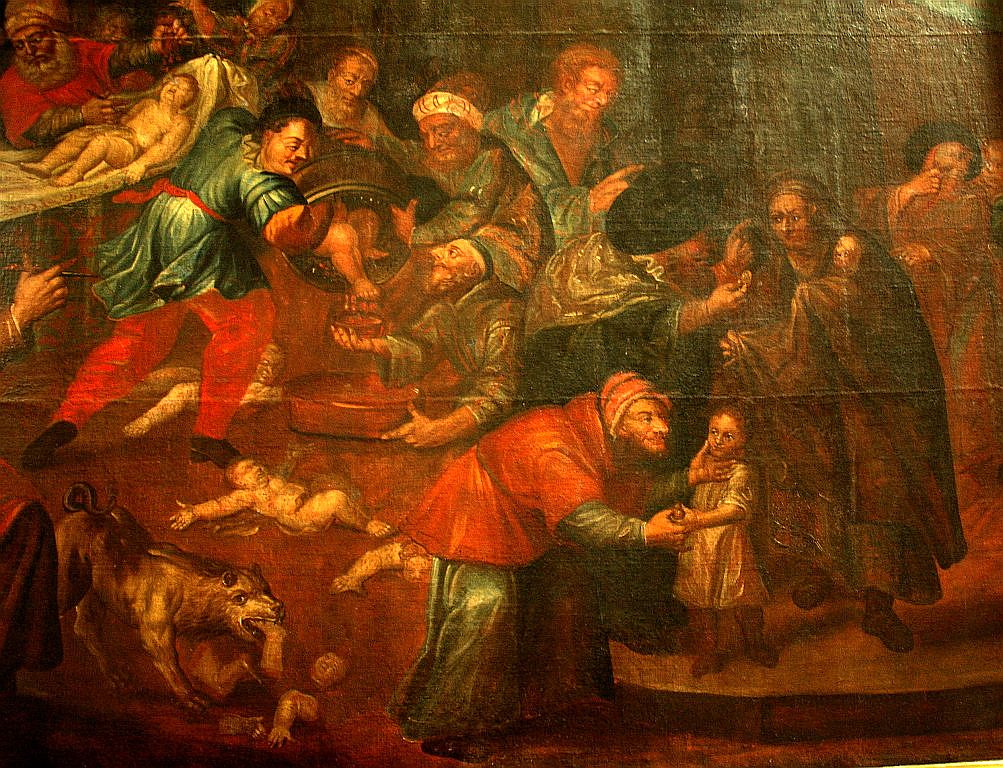
Tableau avec inscription : « Fils d'un apothicaire de Sandomierz, tué par les Juifs infidèles », cathédrale de Sandomierz, Pologne, XVIIIe siècle

« L'accusation de crime rituel, une autre calomnie antisémite fameuse est aussi une création du XIIe siècle ».
Les descriptions de torture et de sacrifice humain dans les accusations antisémites de meurtre rituel, sont contraires à de nombreux enseignements du judaïsme. Les Dix commandements interdisent le meurtre. L'utilisation du sang (humain ou autre) dans la nourriture est interdite par les lois de la cacheroute, et le sang et les autres parties du corps humain sont considérés comme rituellement impurs (Lévitique 15|31). Le Tanakh (Ancien Testament) et l'enseignement juif dépeignent les sacrifices humains comme un des crimes qui séparent les païens de Canaan des Hébreux (Deutéronome 12:31|31), (2e Rois 16:3|31). Les Juifs ont l'interdiction de pratiquer de tels rituels et étaient punis en cas de violation de cette interdiction.(Exode 34:15|31), (Lévitique 20:2|31), (Deutéronome 18:12|31), (Jérémie 7:31|31). La propreté rituelle des prêtres interdit même d'être dans une même pièce qu'un corps humain.(Lévitique 21:11|31).
Quand « les dirigeants des États et de l'Église ont dénoncé fermement ces diffamations, etc. le peuple a refusé d'abandonner ce mythe… Les papes, les rois et les empereurs ont déclaré que les Juifs, ne serait-ce qu'à cause de leurs lois diététiques très strictes, interdisant même la plus petite goutte de sang dans leur viande ou volaille, étaient incapables de ce crime. La populace chrétienne n'a pas été convaincue.

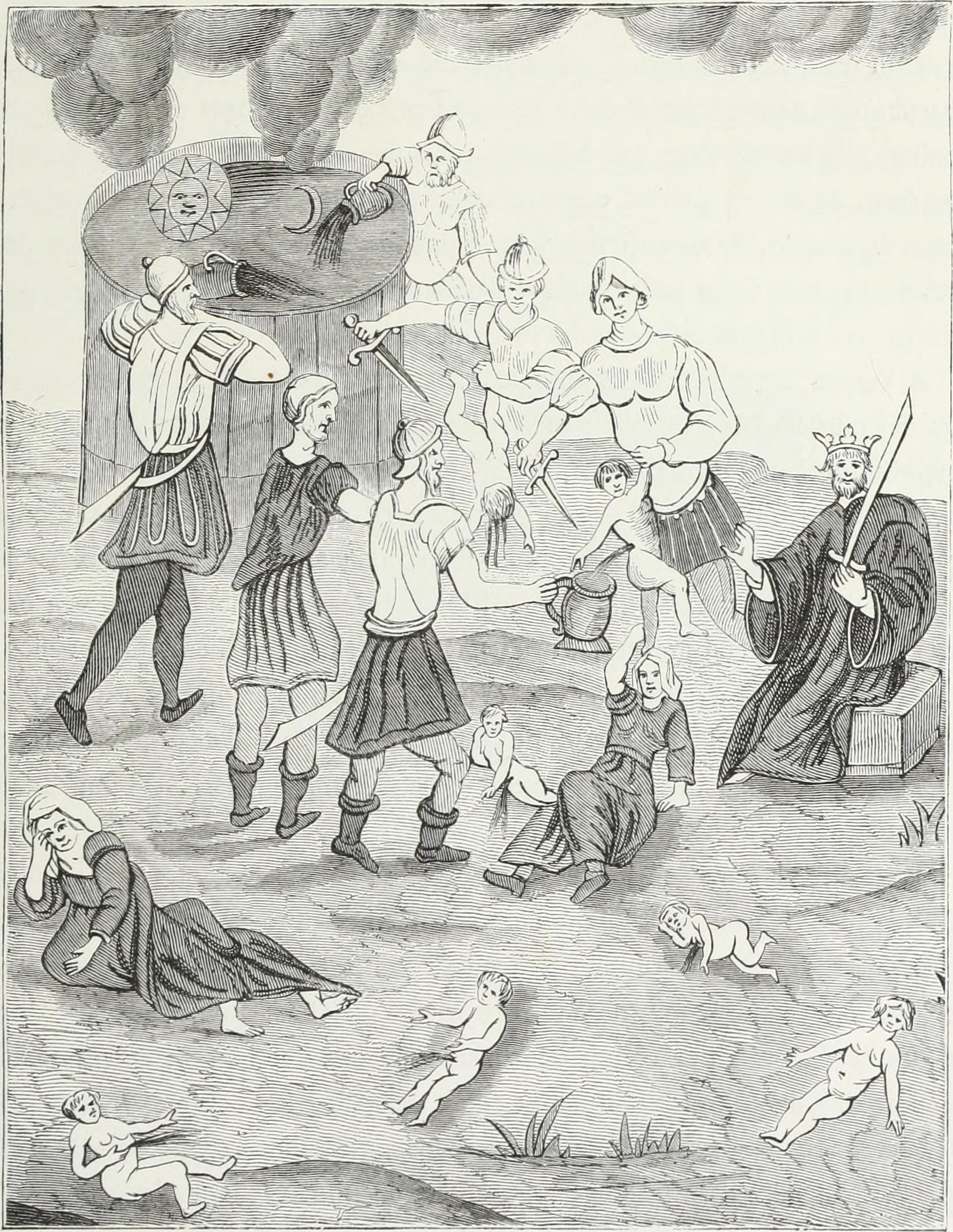
Libellé : « Les Juifs recueillent pour leurs opérations magiques le sang des enfants chrétiens », Mœurs, usages… au Moyen âge et à… la Renaissance, Paul Lacroix, 1871

#### En Europe

##### Premières occurrences
La première accusation connue de meurtre rituel contre les Juifs, est celle de Guillaume de Norwich en Angleterre, en 1144, rapportée par le moine Thomas de Monmouth et sera suivi de pogroms. Des accusations semblables se reproduiront à la période de Pâque à Gloucester en 1168, à Bury St. Edmunds en 1181, et à Winchester en 1192 au Royaume-Uni.

##### AuxXIIIeetXIVesiècles
En Allemagne en 1235, les juifs de Fulda avouent sous la torture avoir tué cinq enfants pour se servir de leur sang à des fins de guérison.
À Valréas dans le Vaucluse, après avoir été aussi torturés, les juifs de la ville comparaissent en procès en 1247 pour une nouvelle accusation de meurtre rituel. La même année, les Juifs d'Allemagne et de France se plaignent au pape Innocent IV d'être accusés d'utiliser le cœur d'un enfant chrétien dans la célébration de la Pâque juive. Quelquefois, avant que des aveux souvent les plus absurdes ne soient extirpés sous la torture, ce sont des juifs convertis au christianisme qui indiquent aux autorités quelque rituel juif qui nécessiterait du sang chrétien et désigner les futurs coupables.
Ces accusations sont réitérées en 1255 à Lincoln au Royaume-Uni où près d'une centaine de juifs seront accusés et une partie exécutés par Henri III ; à Pforzheim en Allemagne, en 1267 ; à Wissembourg en Alsace en 1270 ; en 1286, à Oberwesel où les juifs de la région seront persécutés plusieurs années ; à Berne en Suisse en 1294, etc..

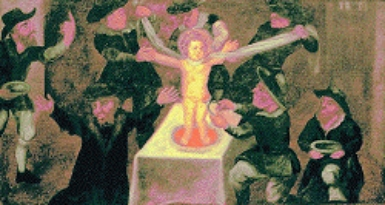
Fresque illustrant le martyre de Simon de Trente, cathédrale St.Paul, Sandomierz.

En 1385, Geoffrey Chaucer publie Les Contes de Cantorbéry qui comprend le récit de Juifs tuant un jeune garçon chrétien innocent et profondément croyant. Cette accusation de meurtre rituel fit partie de la tradition littéraire anglaise.
Au XIIIe siècle, parmi ceux qui réfutèrent ces accusations de meurtres rituels contre les Juifs, on trouve l'empereur Frédéric II qui en 1236 : « ...nous déclarons les Juifs de la ville susmentionnée (Fulda) ainsi que le reste des Juifs d'Allemagne, complètement absous de ce crime imputé », le pape Grégoire IX qui dans une bulle pontificale datée du 7 octobre 1272: « Nous décrétons ..que les Chrétiens ne doivent pas s'attaquer aux Juifs dans un cas ou une situation de ce type, et nous ordonnons que les Juifs arrêtés pour de si stupides raisons, soient libérés de prison, et qu'ils ne soient pas arrêtés dorénavant pour de tels misérables prétextes, à moins que, ce que nous ne pouvons croire, ils soient pris en train de commettre le crime » ; l'empereur Rodolphe Ier auquel les Juifs avaient lancé un appel pour être protégés, qui a proclamé publiquement qu'un grand tort avait été fait aux Juifs.

##### AuxXVeetXVIesiècles

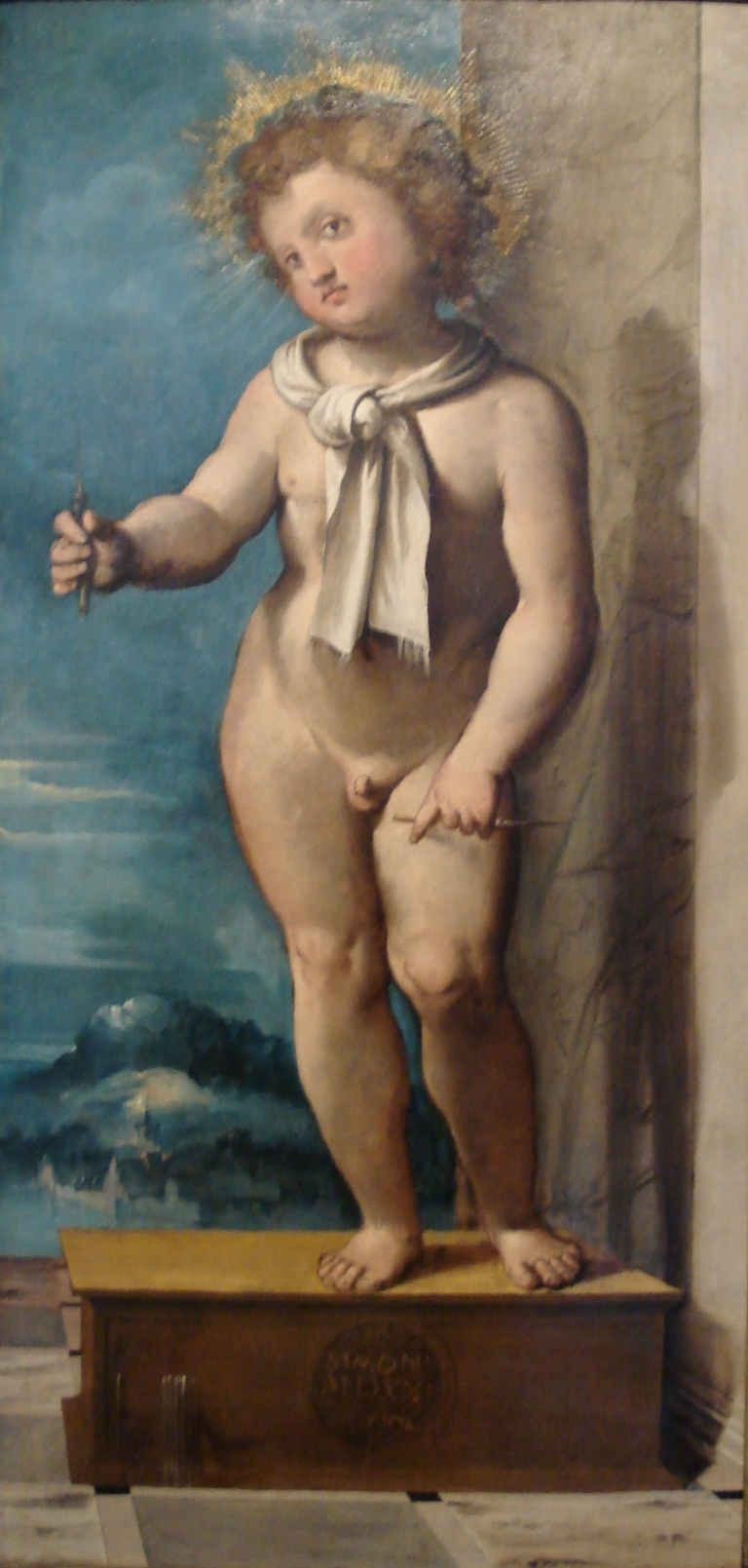
« Simonino Trento », Altobello Meloni, v. 1521.

En Espagne, on rédige des traités entiers pour prouver que depuis la crucifixion de Jésus-Christ, les Juifs ne peuvent se débarrasser de « leur odeur pestilentielle » qu'en buvant le sang pur d'enfants chrétiens tués le jour de Pâques, lors de meurtres rituels.
Les accusations continuent comme dans l'affaire de Simon de Trente en Italie, en 1475 ; à La Guardia en Espagne en 1490 dont Lope de Vega a fait une pièce de théâtre ; à Tyrnau en Slovaquie, en 1494, où les femmes et les enfants juifs ont même avoué sous la torture que les hommes de leur communauté avaient des menstruations ; à Bazin en Hongrie, trente juifs sont brûlés en 1529 pour le meurtre d'un enfant retrouvé plus tard vivant à Vienne.

###### Traces des accusations
Les inscriptions de l'église de 1575 à Rinn en Autriche gardent telles quelles les traces d'une accusation de 1462 d'achat et de meurtre d'un enfant par les juifs pour recueillir son sang ou dans la cathédrale de Sandormierz en Pologne rappelant l'affaire de Simon de Trente de 1475, après deux autres affaires similaires dans cette ville en 1698 et 1710, sans aucune note explicative à l'adresse du public actuel.
C'est seulement en 1977 qu'une plaque en bronze est apposée dans la cathédrale de Bruxelles, attirant l'attention sur le caractère tendancieux des accusations.

##### À l'époque moderne
L'affaire Tisza-Eszlar en Hongrie en 1882, toujours pour les mêmes accusations de crime rituel sur une adolescente, à l'approche de la Pâque, reposant sur le témoignage d'un enfant juif de cinq ans accusant son propre père, entraîne la persécution de juifs dans plusieurs parties de la Hongrie, contre lesquelles le politique Louis Kossuth s'insurge. Il s'avérera que la jeune fille retrouvée morte était juive et sans plaie liée à un quelconque rituel.
En 1891, à Xanten en Prusse rhénane, un boucher juif est accusé d'avoir tué un garçon pour récupérer son sang. La même année à Corfou, une autre enfant est retrouvée morte et on accuse les juifs d'avoir commis ce crime pour son sang mais l'enquête montrera plus tard que là encore, l'enfant était juive. Le 1er avril 1899, à Polna en Bohême, c'est le meurtre d'une jeune fille pour son sang qui traîne l'accusé juif de procès en procès pendant plusieurs années. La liste d'accusations de juifs pour « crimes rituels » est particulièrement longue en Europe.

##### Associations de motifs
Des exemples de l'association des accusations de crimes rituels avec la fête de Pâques juive sont trouvés comme ci-dessus mais aussi dans d'autres affaires notables à Weissensee, Thuringe, 1303 ; en Savoie, 1329 ; à Trent, en 1475 ; à Boleslaw en 1829 et à Tarnow en Galicie, 1844 ; à Eisleben en 1892 ; à Bacău en Roumanie, en 1892. Il existe aussi des affaires de crime rituel assorties de profanation d'hostie.

##### Accusations par des prosélytes
Plusieurs juifs prosélytes ont témoigné dans des publications contre leurs anciens frères et parmi eux : Samuel Friedrich Brenz, auteur du livre Jüdischer Abgestreifter Schlangen-Balg en 1614 ; Paul Christian Kirchner, auteur de Jüdisches Ceremoniel, en 1720 ; Paulus Meyer ; J. Pfefferkorn avec Speculum Adhortationis Judaicæ ad Christum de 1507 ou Julius Morosini, auteur de Via della Fede Mostrata agli Ebrei en 1683.

#### En Russie
À Ostrovo, dans le gouvernement russe de Lublin, on accuse encore des juifs en 1875 de crime rituel à l'occasion de Pâque.
En 1911, à Kiev, en Ukraine tsariste, Mendel Beilis est accusé du meurtre d'un enfant chrétien qu'il aurait saigné pour préparer des matzot (pains azymes) avec son sang, encore pour la Pâque juive. Il est acquitté en 1913 par un jury entièrement composé de chrétiens, après un procès à sensation.

#### En pays musulmans
Les accusations de crime rituel apparaissent plus tardivement dans le monde musulman, à travers l'affaire de Damas en Syrie en 1840 qui vit l'intervention de diplomates et personnalités comme Sir Moses Montefiore, ou celle de Rhodes sous juridiction ottomane à la même époque où les juifs sont violemment malmenés dans toute la région à cause de ces affaires.
Plus récemment, des histoires d'accusations de meurtres rituels ont paru à de nombreuses reprises dans les médias étatiques d'un certain nombre de pays arabes ou musulmans, leurs télévisions ou leurs sites internet. Des livres et des articles de presse affirmant l'existence de ces meurtres par des Juifs sont régulièrement publiés.

##### Accusation antisémite de meurtre rituel dans le monde moderne
- En 1986, le ministre de la défense de Syrie, Moustafa Tlas, rédige un livre La Matza de Sion. Ce livre renouvelle les accusations anti-juives de meurtres rituels dans l'affaire de Damas de 1840, et affirme que « Les Protocoles des Sages de Sion est un document authentique »[24].
- Dans les années 90, le roi Fayçal d'Arabie saoudite accuse les Juifs d'un meurtre rituel à Paris[25].
- En 2001 une société cinématographique égyptienne produit et diffuse un film nommé Un cavalier sans cheval, basé partiellement sur le livre de Moustafa Tlas.
- En 2004, la télévision iranienne soutient qu'Israël vole les yeux des enfants palestiniens[26].
- En 2005, la télévision iranienne accuse les rabbins juifs de tuer des petits Européens pour Pâque[27].
- En 2009, la série TV Ash-Shatat (La Diaspora), financée par le gouvernement syrien et diffusée toujours pendant le Ramadan sur Channel 2 en Iran, Al-Manar du Hezbollah, sur Jordan al-Mammou et sur les télévisions iraniennes, décrit des Juifs engagés dans une conspiration pour gouverner le monde, et tuant des enfants chrétiens pour utiliser leur sang pour la cuisson des matzot[28],[29].
- En 2014, un ancien député jordanien Cheikh Abd Al-Munim Abou Zant soutient à la télévision Al-Aqsa que les Juifs sont des cannibales et qu'ils utilisent le sang chrétien pour pétrir leurs matzot[30].
- En 2015, la même accusation de meurtre rituel pour la cuisine juive et comme principe talmudique est proférée très sérieusement à la télévision Al'Manar du Hezbollah par le Syrien Hussam Shoei'b[31].
- En 2016, le salafiste jordanien Omar Mahmoud Othman expulsé par le Royaume-Uni, « prouve » à partir de la Jordanie la véracité des allégations de cuisine juive au sang goy en s'appuyant sur l'affaire de Damas et le livre Blood for the Matzos of Zion[32].

Quelques rares écrivains arabes ont condamné ces accusations contre les Juifs. Le quotidien égyptien Al-Ahram a publié une série d'articles de (en) Osam Al-Baz, un conseiller supérieur du président égyptien Mohammed Hosni Moubarak. Celui-ci explique l'origine de ces accusations antisémites de meurtre rituel et dit que les Arabes et les Musulmans « n'ont jamais été antisémites en tant que groupe » ; il les supplie de ne pas succomber à des « mythes » comme les accusations de meurtres rituels.

### Diabolisation et accusation d'impureté
Jeremy Cohen écrit :
« Et toujours, l'impérieux élan qui a propulsé l'imagination chrétienne, du Juif en tant que tueur délibéré du Christ au Juif en tant qu'auteur des crimes les plus odieux contre l'humanité, a aussi conduit à la représentation du Juif comme inhumain, satanique, bestial et monstrueux… Les traditions populaires de Moyen Âge tardif, par exemple, dépeignent les Juifs comme ayant une odeur distinctive immonde…En tous cas, la bestialité du Juif atteint son apogée dans l'image de la Judensau… »

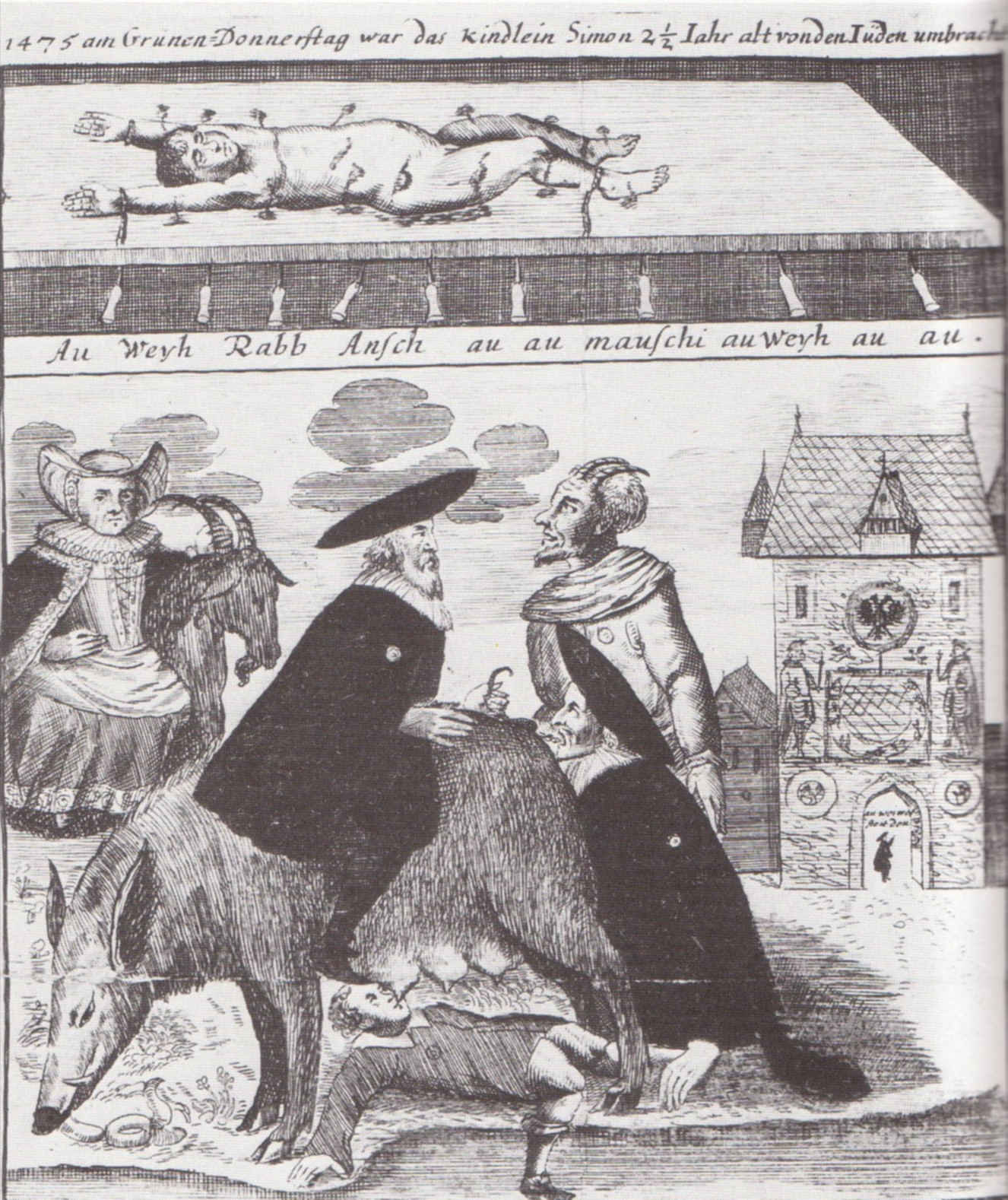
Judensau, Frankfort, XVIIIe siècle : « un Juif… chevauche à l'envers ⟨une⟩ truie,… un ⟨enfant⟩ juif tète son lait et un troisième ⟨Juif⟩ mange ses excréments. Le diable… portant un insigne juif, observe et le jeune Simon… apparaît sur le panneau supérieur ».

La Truie des Juifs, en allemand la Judensau était l'image outrageante et déshumanisée des Juifs, qui apparut aux alentours du XIIIe siècle et dont la popularité perdura pendant plus de 600 ans et qui fut reprise par les nazis. Les Juifs représentés typiquement en contact obscène avec un animal impur, tel que le cochon ou le hibou, ou sous la forme d'un diable, apparaissaient sur les plafonds, les piliers, les objets de culte, les gravures etc des cathédrales et des églises.
Souvent les images combinaient différents motifs antisémites et incluaient de la prose ou de la poésie. Cohen continue :
« Des douzaines de Judensaus… accompagnaient le portrait du Juif comme meurtrier du Christ. Différentes illustrations du meurtre de Simon de Trente se trouvaient mélangées avec les images de la Judensau, du diable et de la crucifixion. Dans une gravure du XVIIe siècle de Francfort-sur-le-Main… un Juif d'époque, très bien habillé chevauche à l'envers la truie en lui tenant la queue, tandis qu'un deuxième Juif tète son lait et un troisième mange ses excréments. Le diable cornu, lui-même portant l'insigne juif, observe et le jeune Simon massacré, les bras écartés comme sur une croix apparaît sur le panneau supérieur. »
En espagnol, le mot marrano (marrane) signifie aussi bien « Juif christianisé » que « cochon » ou « sale ».

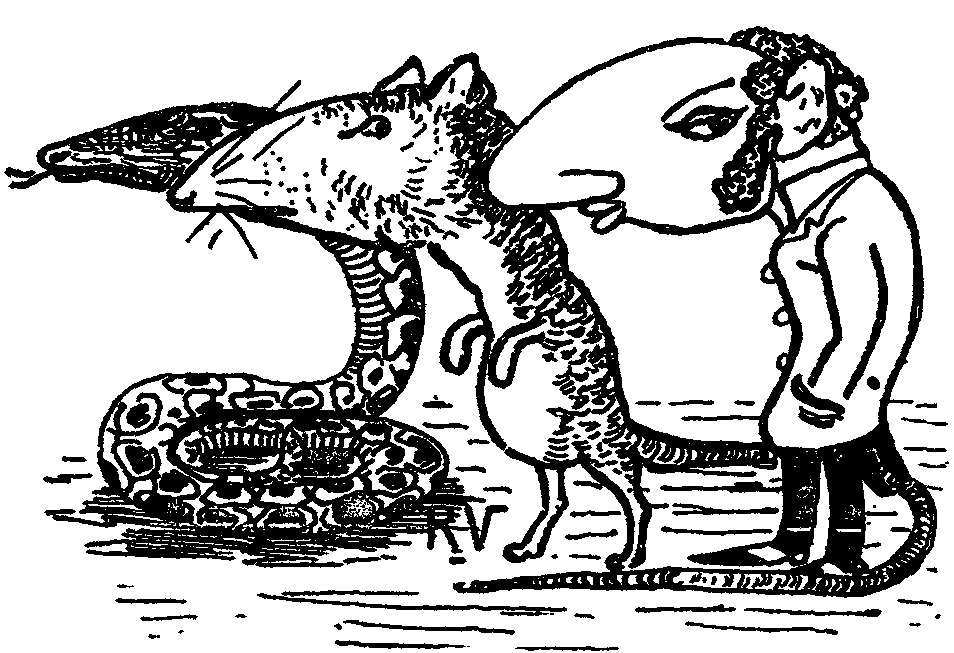
Serpent, rat, Juif, R. Viau, 1900.

L'accusation de descendre ou d'être des porcs, des singes, des rats ou des serpents, tout animal à connotation d'impureté, de saleté ou de bassesse, déshumanise le Juif pour le réduire à une bestialité permettant au groupe de l'attaquer ou de concevoir son élimination plus ou moins symboliquement.
Plus récemment, le motif récurrent principal des caricatures arabes concernant Israël parle du Juif diabolique et « le motif antisémite central du Juif comme le paradigme du mal absolu possède une série de sous-motifs. Ceux-ci à leur tour, se répètent de siècle en siècle, mais sont déguisés différemment selon le récit prédominant de la période ».

### Accusation d'empoisonnement des puits

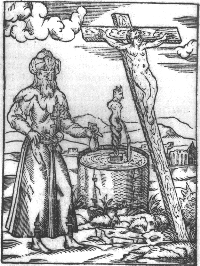
Image médiévale montrant un juif empoisonnant un puits et causant la peste noire.

Lors des grandes épidémies de Peste noire (souvent identifiée comme peste bubonique) vers la fin du Moyen Âge, les villes grouillantes furent particulièrement frappées par la maladie, avec un taux de mortalité pouvant atteindre 50 % de la population. Dans leur détresse, les survivants émotionnellement désemparés cherchaient quelqu'un à blâmer. Bien que touchés de la même façon par ce fléau, les Juifs se sont avérés être les boucs émissaires idéaux.
Le pape Clément VI, le 26 septembre 1348 : « Les Juifs ne sont pas responsables de la peste ».
« 
Il n'y a pas eu d'attaques de masse contre les « empoisonneurs juifs » après la période de la Peste noire, mais les accusations devinrent une partie du dogme et du langage antisémite. Il réapparaît au début de l'année 1953 sous la forme du « complot des blouses blanches » dans les derniers jours de Staline, quand plusieurs centaines de docteurs juifs d'Union soviétique furent arrêtés et certains tués sous l'accusation d'avoir causé la mort de responsables communistes éminents… Des accusations similaires ont été portées dans les années 1980 et 1990 par la propagande nationaliste arabe et fondamentaliste musulmane, accusant les Juifs de répandre le virus du SIDA et autres maladies infectieuses. »
D'après le président palestinien Mahmoud Abbas, cette allégation a encore cours en juin 2016.

### Légende des juifs inventeurs de la lettre de change
Dans un livre publié en 2023 et traduit par le Seuil, l’historienne Francesca Trivellato, professeure à l’Institute of Advanced Study de Princeton et autrice d’un livre majeur sur les juifs de Livourne au XVIIIe siècle, exhume une légende antijuive, aujourd’hui oubliée, qui rencontre un large écho entre le milieu du XVIIe siècle et le début du XXe siècle. Elle apparaît pour la première fois en 1647, sous la plume d’Étienne Cleirac, avocat au parlement de Bordeaux, dans son ouvrage sur les us et coustumes de la mer. Spécialiste du droit maritime, Cleirac y attribue aux juifs l’invention de la lettre de change – tout comme celle de l’assurance maritime –, un instrument financier utilisé par les négociants depuis le Moyen Âge pour transférer et convertir des fonds d’une place de commerce à une autre. Cette légende alimente l’idée que les juifs auraient un goût distinctif pour l’argent et a nourri toutes sortes de fantasmes et d’accusations,.

### Accusation de comploter pour contrôler ou dominer le monde

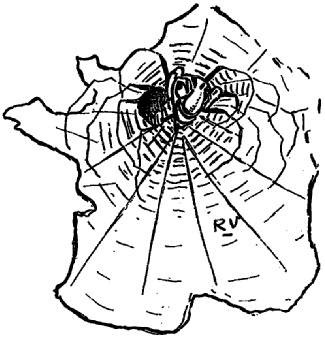
« Le règne d'Israël », dessin de Raphaël Viau, 1900.

Les Protocoles des Sages de Sion sont généralement considérés comme le début de la littérature contemporaine de la théorie du complot. Daniel Pipes note que les
Protocoles développent des thèmes récurrents de l'antisémitisme du complot: « Les Juifs complotent toujours », « Les Juifs sont partout », « Les Juifs sont derrière chaque institution », « Les Juifs obéissent à une autorité centrale, les vagues 'Sages' », et « Les Juifs sont proches de réussir ».
Parmi les plus notables premières réfutations des Protocoles comme un faux, on trouve une série d'articles publiés dans The Times de Londres en 1921. Cette série d'articles révèle que la plus grande partie des Protocoles a été plagiée d'une satire politique ancienne (Dialogue aux enfers entre Machiavel et Montesquieu, un pamphlet de Maurice Joly contre Napoléon III paru en 1864 à Bruxelles) qui n'avait pas du tout de thème antisémite. Depuis 1903, date à laquelle les Protocoles sont publiés, ses premiers éditeurs n'ont donné que de vagues et contradictoires indications sur la façon dont ils auraient obtenu leur copie du manuscrit original.
Le texte est popularisé par les opposants au mouvement révolutionnaire russe, et est davantage répandu après la révolution russe de 1905, devenant connu mondialement après la révolution d'Octobre 1917. Sa diffusion est largement répandue dans le monde occidental à partir de 1920. La Grande Dépression et la montée du nazisme ont accéléré cette propagation des Protocoles, et ce pamphlet antisémite continue à être publié et à circuler en dépit de sa démystification.

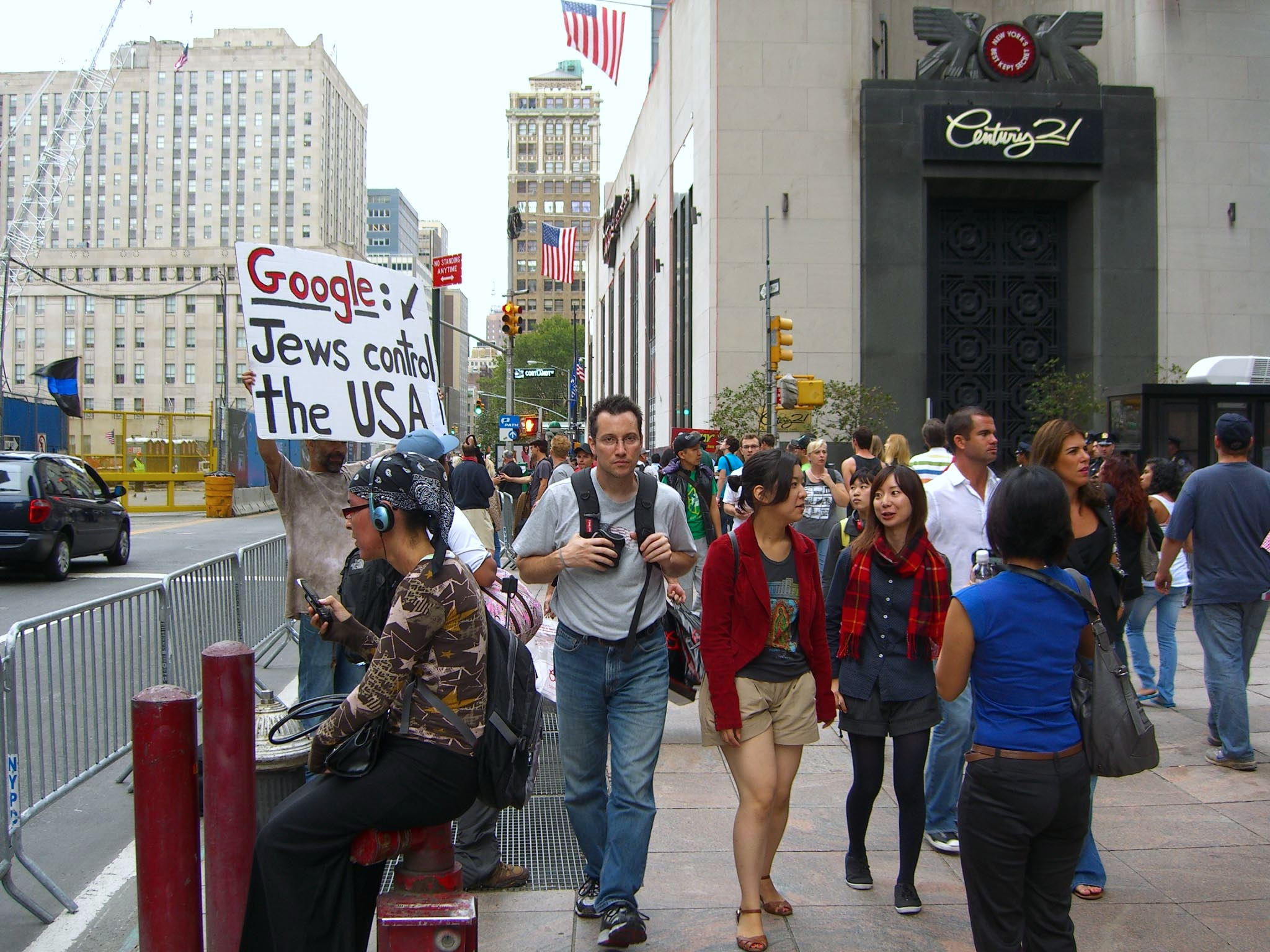
« Les Juifs contrôlent les États-Unis ». Pancarte brandie à New-York, 2011.

Malgré le fait que de nombreuses investigations indépendantes aient prouvé de façon répétée que les Protocoles étaient un plagiat et un faux littéraire, ceux-ci sont encore fréquemment cités et réimprimés par les antisémites, et utilisés quelquefois comme preuve d'une cabale juive, plus spécifiquement au Moyen-Orient.
Selon le rabbin Sidney Schwarz,
« Un des tracts antisémites les plus largement distribués dans l'histoire est Les Protocoles des sages de Sion, un livre de calomnies, publié au XIXe siècle, qui dépeint les Juifs en conspirateurs pour obtenir la domination totale. De façon similaire, des groupes racistes, basés aux États-Unis, ont à la fin du XXe siècle, fréquemment porté des accusations contre les Juifs de contrôler les banques ainsi que les administrations publiques. »
Ces accusations de contrôle du monde par complot s'appuyant directement ou non sur les Protocoles continuent de jours d'alimenter nombre de discours.

### Accusation de provoquer des guerres, des révolutions et des calamités

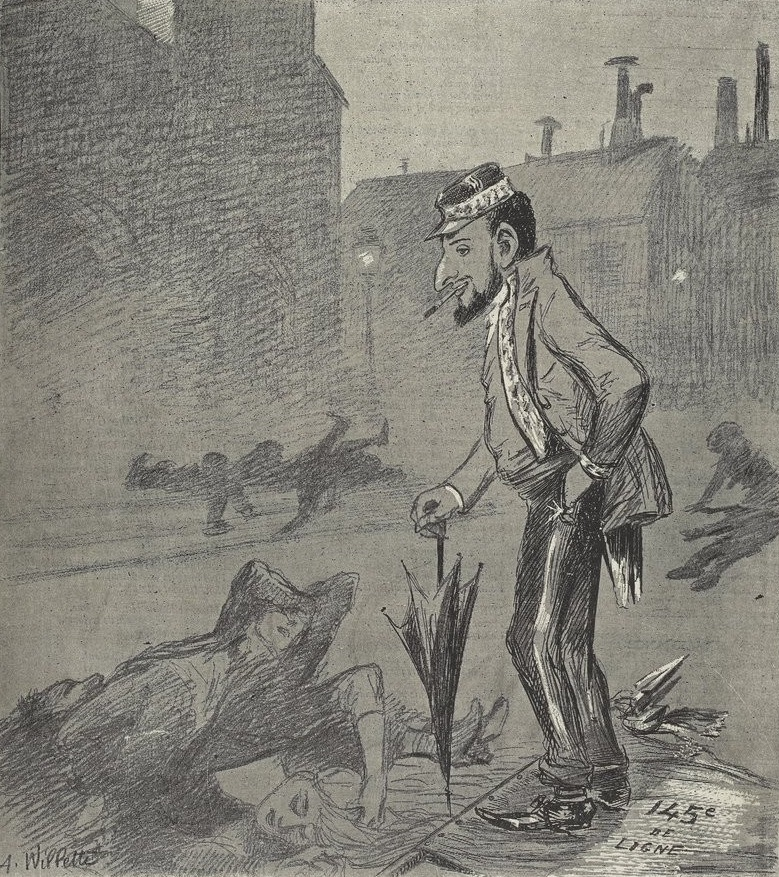
Légende : « Monsieur Isaac et son œuvre », Le Courrier français, 1891.

Comme de nombreuses villes et des pays entiers avaient expulsé leur population juive après les avoir rançonnés, et que d'autres leur interdisaient d'y pénétrer, la légende du Juif errant, présage de calamité, gagna en popularité.
Le politicien allemand Heinrich von Treitschke au XIXe siècle, conçut la phrase « Die Juden sind unser Unglück! » (« Les Juifs sont notre malheur ! ») adoptée comme devise par le journal antisémite Der Stürmer plusieurs décennies plus tard.
Le 16 octobre 2003, le premier ministre malaisien, le Dr Mahathir Mohamad a obtenu une ovation debout de la part des 57 membres de l'Organisation de la conférence islamique, pour son discours dans lequel il affirmait : « Actuellement les Juifs dirigent le monde par procuration. Ils envoient les autres se battre et mourir pour eux… Ils ont inventé le socialisme, le communisme, les droits de l’homme et la démocratie, de sorte que les persécuter apparaisse immoral et qu’ils puissent jouir de droits égaux aux autres. Ainsi, ils ont obtenu le contrôle des pays les plus puissants et eux, cette minuscule communauté, sont devenus une puissance mondiale. » Il appelle tous les musulmans à imiter les Juifs de cette façon afin d’obtenir des résultats similaires.

#### Communisme
Le terme « Judéo-bolchevisme » a été adopté et utilisé en Allemagne nazie pour faire référence aux Juifs et aux communistes indifféremment, sous-entendant que le mouvement communiste servait les « intérêts juifs ».

#### «Prophétie» de Franklin
La Prophétie de Franklin était inconnue jusqu'à son apparition en 1934 dans les pages du magazine pronazi Liberation de William Dudley Pelley. Selon le rapport du Congrès américain Anti-Semitism in Europe : Hearing Before the Subcommittee on European Affairs of the Committee on Foreign Relations (Antisémitisme en Europe : Audition devant le Sous-comité des Affaires Européennes du Comité des Relations Étrangères) de 2004 :
« La Prophétie  de Franklin est une calomnie antisémite classique qui prétend faussement que l'homme d'État américain Benjamin Franklin a émis des propos anti-Juifs lors de la Convention constitutionnelle de 1787. Elle a été largement utilisée dans les médias arabes et musulmans pour critiquer Israël et les Juifs… »

#### 11 septembre

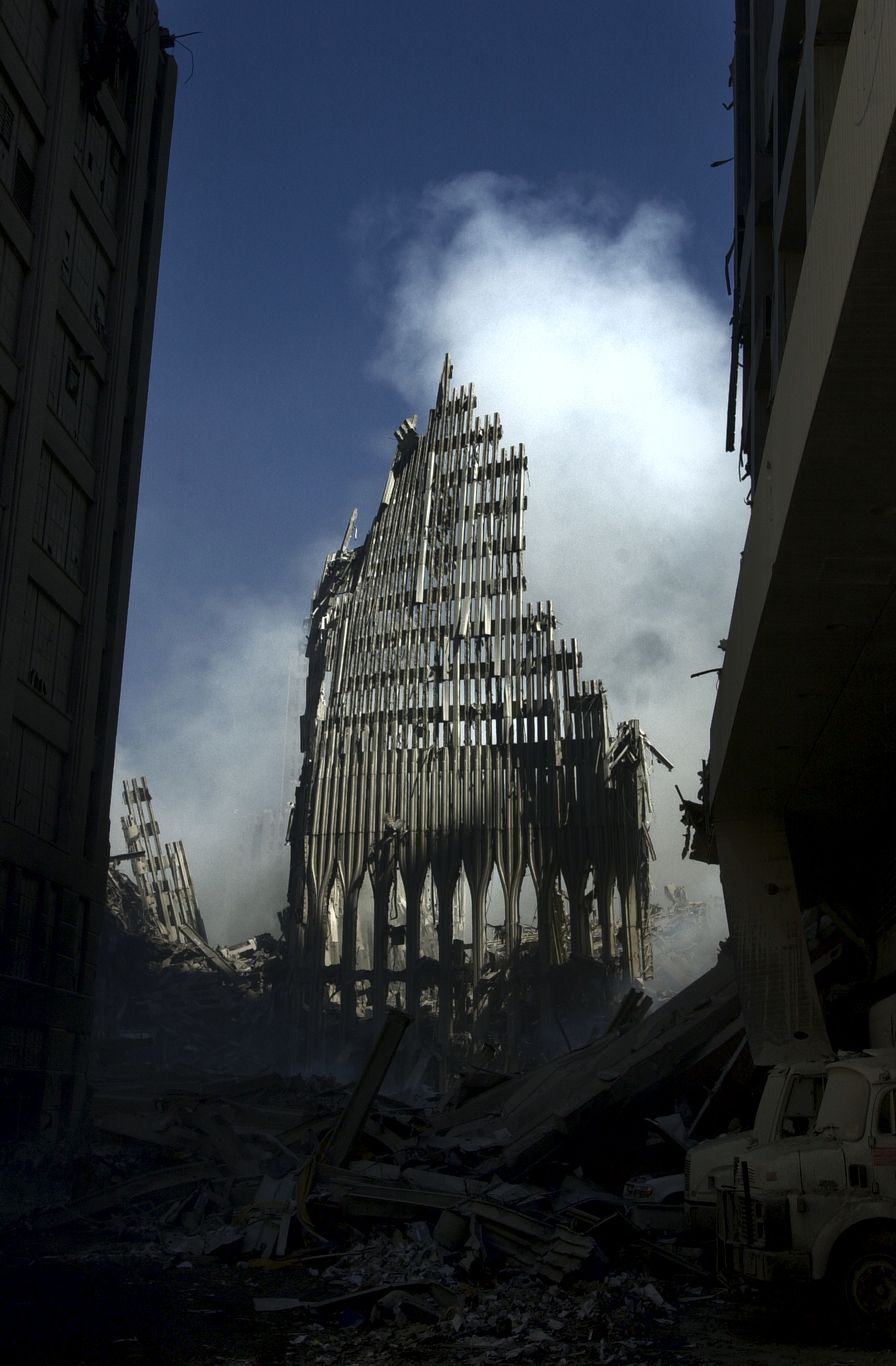
Ruines de la tour Sud du WTC, New-York, 2001.

Quelques théories récentes du complot, prétendent que les Juifs ou Israël ont joué un rôle majeur dans l'exécution des attentats du 11 septembre 2001. Selon le rapport publié par la Ligue antidiffamation, « les théories antisémites du complot n'ont pas été acceptées par la très grande majorité de la population américaine », mais « ce n’est pas le cas dans le monde arabe et musulman. »,.
Ces théories ont été diffusées à travers différents journaux arabes : le quotidien irakien « Babil », le quotidien saoudien « Al-Watan », le quotidien des Emirats arabes « Al-Bayan » et dans les quotidiens palestiniens « Al-Qods » et « Al-Hayat Al-Jadida ».
Des allégations ont été émises par un certain nombre de personnalités : le mufti égyptien Ahmad Al-Tayyeb ; le vice-président du Conseil du peuple égyptien Dr. Abdallah Omar Nassif ; l'ambassadeur d'Arabie Saoudite au Koweït ; le général égyptien connu pour ses écrits antisémites, Hassan Suweilim ; la journaliste Carl Cameron de Fox News ; le chroniqueur Muhammad Bakri pour le journal égyptien « Al-Usbu » ; l'expert stratégique basé à Washington, Mundhir Suleiman, lors d'une conférence à la Ligue arabe à Abu Dhabi, rapportée par le quotidien de l'Autorité palestinienne, le rédacteur en chef au service du polémiste américain Lyndon LaRouche et du journal« Al-Watan », Jeffrey Sternberg ; le journaliste et auteur Gordon Thomas ; l'historien révisionniste Michael Collins Piper (déjà auteur d'un livre sur l'assassinat de Kennedy où le Mossad joue un rôle clé) ; le négationniste Roger Garaudy ; le suprématiste blanc David Duke ; le chroniqueur Taha Muhammad Shawat dans le quotidien londonien « Al-Qods Al-Arabi », etc.

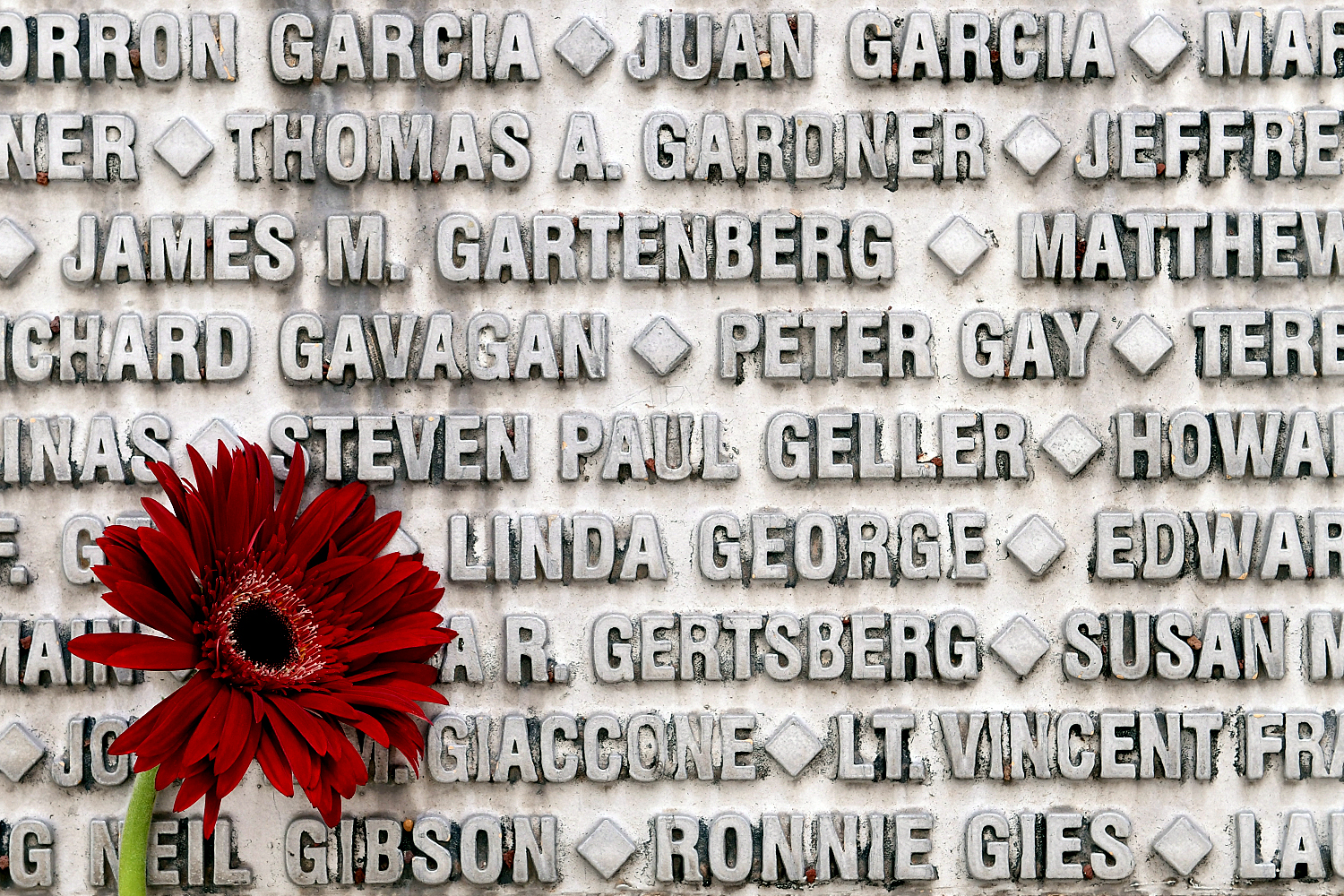
Quelques noms des victimes sur une plaque à Tel Aviv commémorant le quinzième anniversaire de l'attaque du WTC, 2016.

En parallèle, l'allégation que 4 000 employés juifs du World Trade Center, ne se seraient pas rendus à leur travail le 11 septembre, a été largement diffusée et largement démystifiée. Le nombre de Juifs qui perdirent la vie dans l'attaque a été estimé autour de 400,, et correspond à la proportion de Juifs vivant dans la région de New York. En outre, cinq Israéliens périrent dans l'attaque.

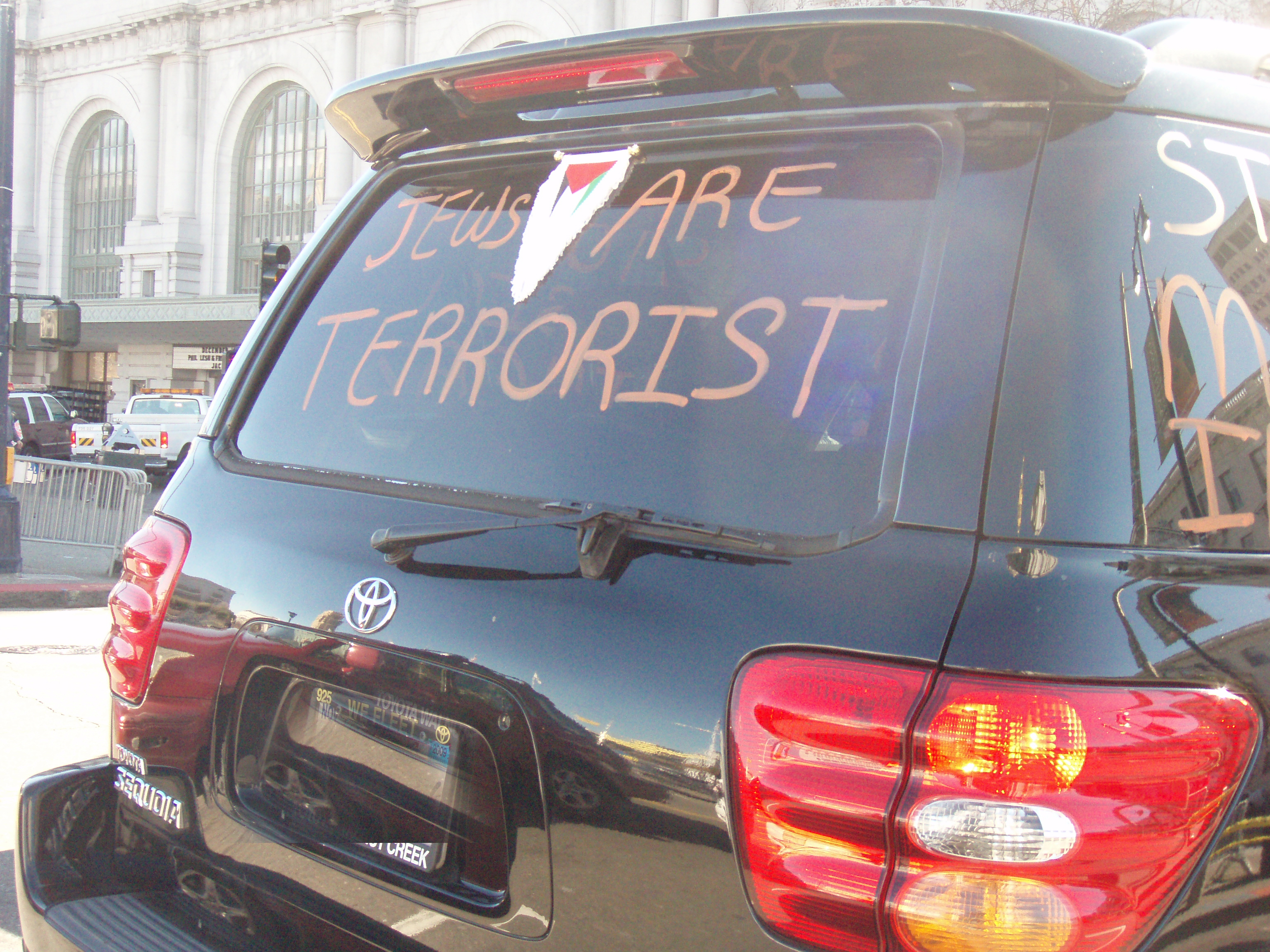
Inscription : « Les Juifs sont des terroristes ». San Francisco, 2009.

#### Guerre en Irak
Dans la recherche d'un bouc émissaire pour la guerre en Irak, certains commentateurs ont remarqué que « de la gauche à la droite, les remarques antisémites ont abondé dans la presse U.S. ».

#### Crise migratoire et islamisme
Les maux de l'Europe voire du monde procèdent d'Israël, selon certains commentateurs. En 2015, Philippe Lioret, réalisateur français de Welcome, film aux multiples prix sur la condition des « sans-papiers » en France, s'interroge au micro de France-Inter sur la possible responsabilité d'Israël dans l'actuelle crise migratoire mondiale et dans la montée de l'intégrisme musulman amorcées, selon lui, après et à cause de la victoire israélienne de la guerre des Six jours de 1967.

#### Action sur les éléments naturels

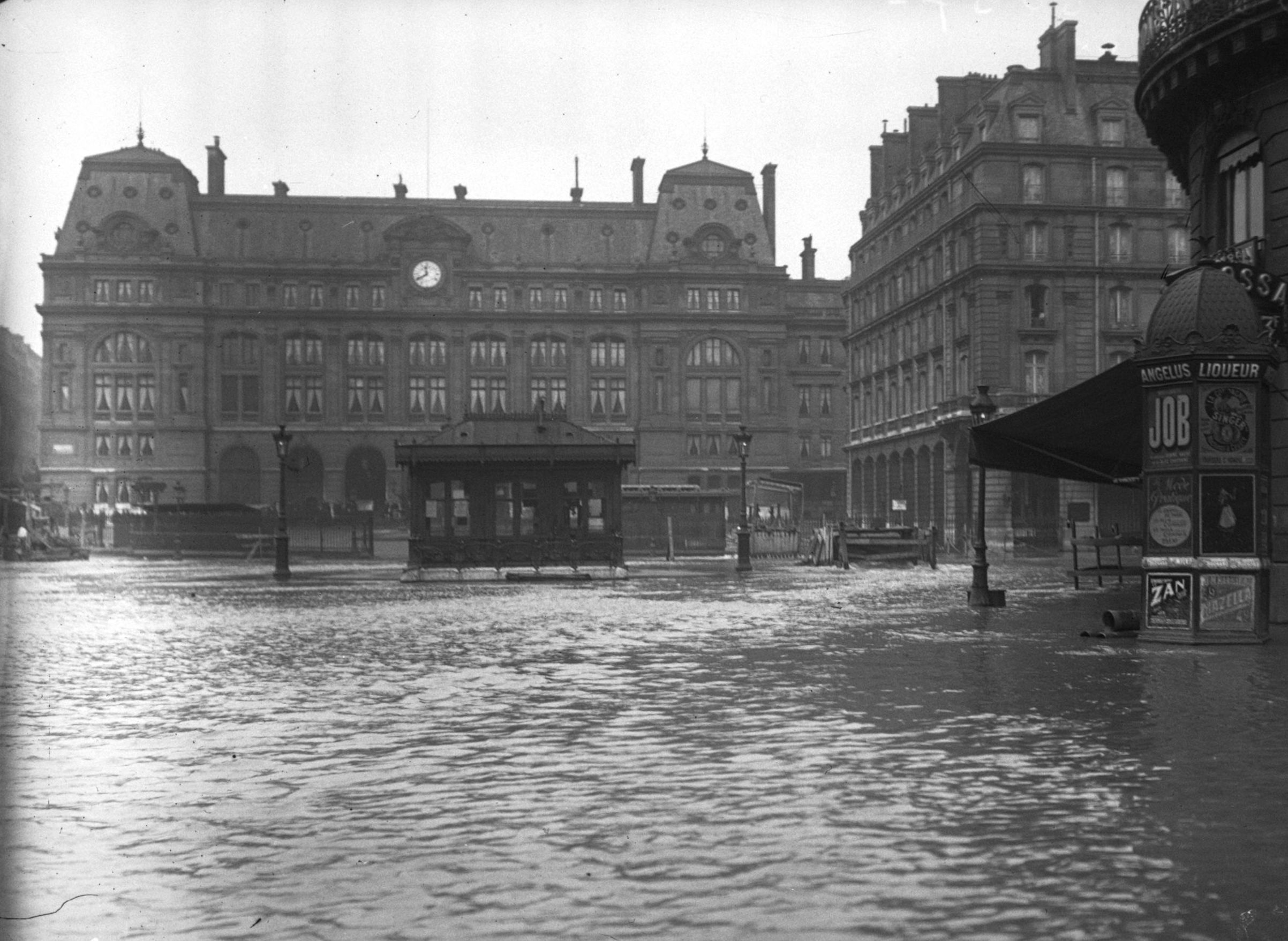
La gare Saint-Lazare inondée à Paris le 28 janvier 1910.

On prête aussi aux juifs des capacités quasi-surnaturelles : ils sont accusés de provoquer des fléaux mais aussi d'agir sur les éléments naturels pour leurs propres intérêts, et par conséquent volontaire ou non de nuire à leur prochain.
Ainsi, lors des spectaculaires crues de la Seine de 1910, le nationaliste Edouard Drumont utilise la première page de « La Libre parole » pour accuser les Juifs et désigner les « vrais coupables » du débordement du fleuve : « Les déboisements furieux opérés par les Juifs sont incontestablement la cause principale de l'inondation » - les déboisements ayant été opérés par la ville de Paris.
Aussi, en juillet 2018 et d'après leurs études, les centres scientifiques iraniens accusent Israël, par la voix du général Gholam Reza Jalali, de leur voler leur neige et leurs nuages iraniens (pourtant situés à quelque 1 000 kilomètres de Jérusalem), et de plonger ainsi l'Iran dans la sècheresse - qui relève pourtant d'une tendance mondiale, comme le confirme le directeur de la météorologie nationale iranienne. Ces allégations ont pu s'appuyer sur l'existence du programme américain de recherche HAARP qu'un rapport d'une commission du Parlement européen affirme qu'il serait une « menace… grave… au niveau planétaire ». L'enquête de la rédaction de Conspiracy Watch a conclu que ces suppositions relevaient de la théorie du complot et que le Parlement lui-même en était vecteur.

### Accusation de provocations antisémites
En janvier 2005, un groupe de députés russes de la Douma d’État, demande que le judaïsme et les organisations juives soient bannis de Russie. Leur lettre de sept pages accuse « les Juifs de pratiquer des meurtres rituels, de contrôler le capital russe et international, de provoquer des conflits ethniques en Russie et de mettre en scène des crimes racistes contre eux-mêmes. La majorité des actions antisémites dans le monde sont l'œuvre des Juifs eux-mêmes dans un but de provocation ».
Après de violentes protestations de la part des responsables juifs russes, des activistes des Droits de l’Homme, et du ministère des Affaires Étrangères, les membres de la Douma ont retiré leur appel.

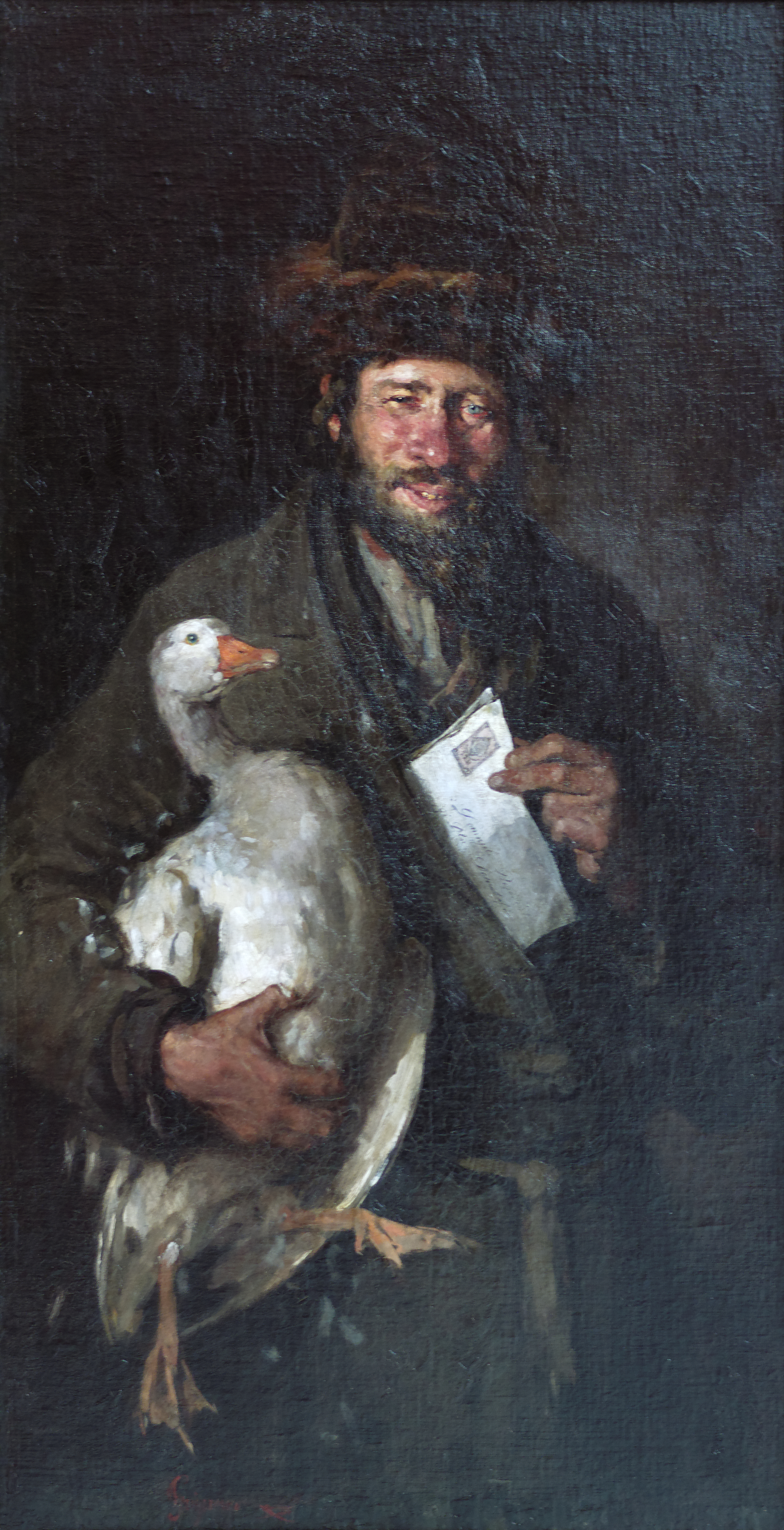
Juif à l'oie - Marchand de volailles ashkénaze tenant une oie (pour la corruption) et sa licence de vente (ou une pétition), coiffé d'un spodik et vêtu d'un caftan, par Nicolae Grigorescu (1880).

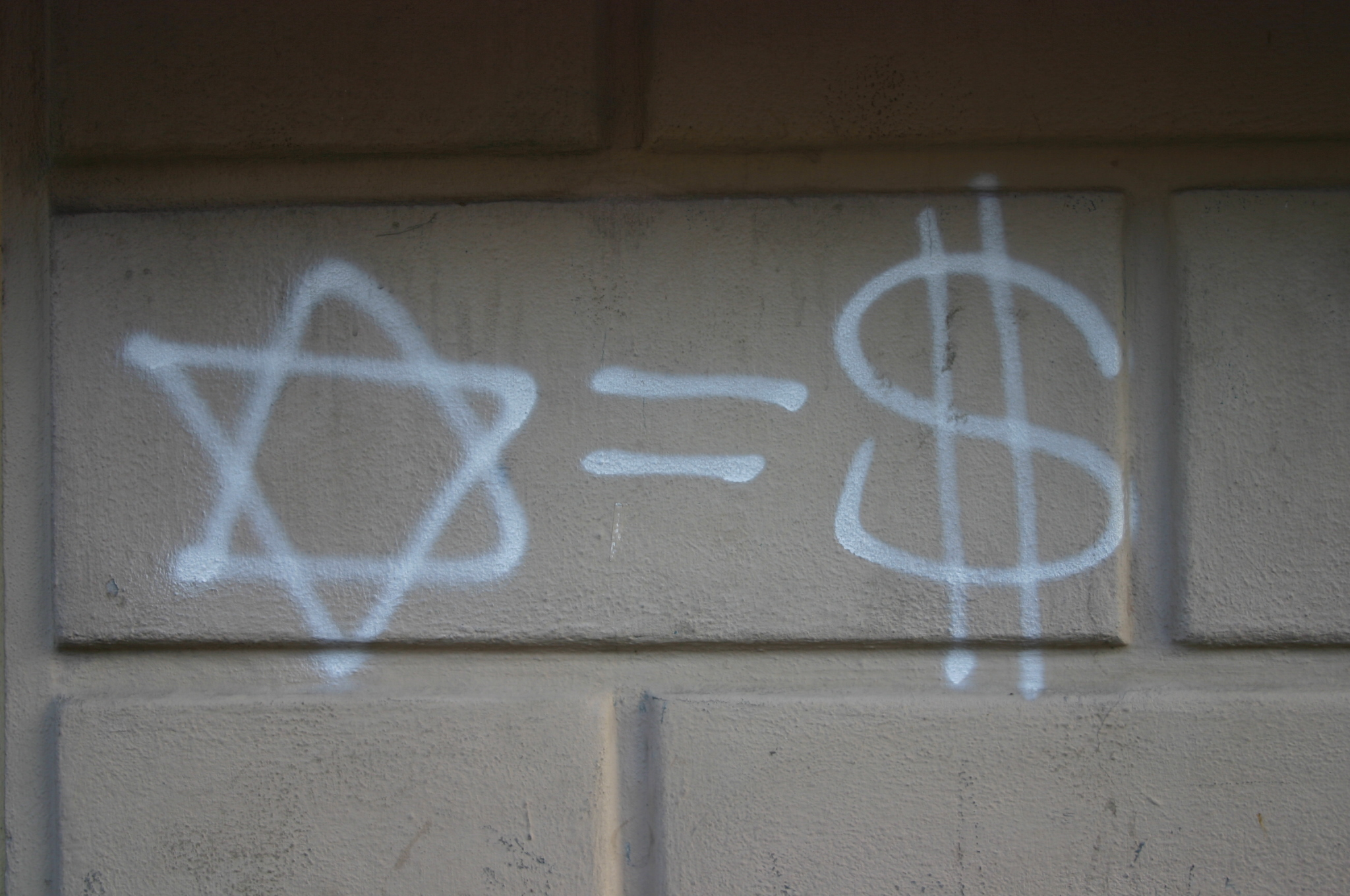
Graffiti à Milan, Italie, 2007.

### Accusation d'usure, de mercantilisme et de rançonnement

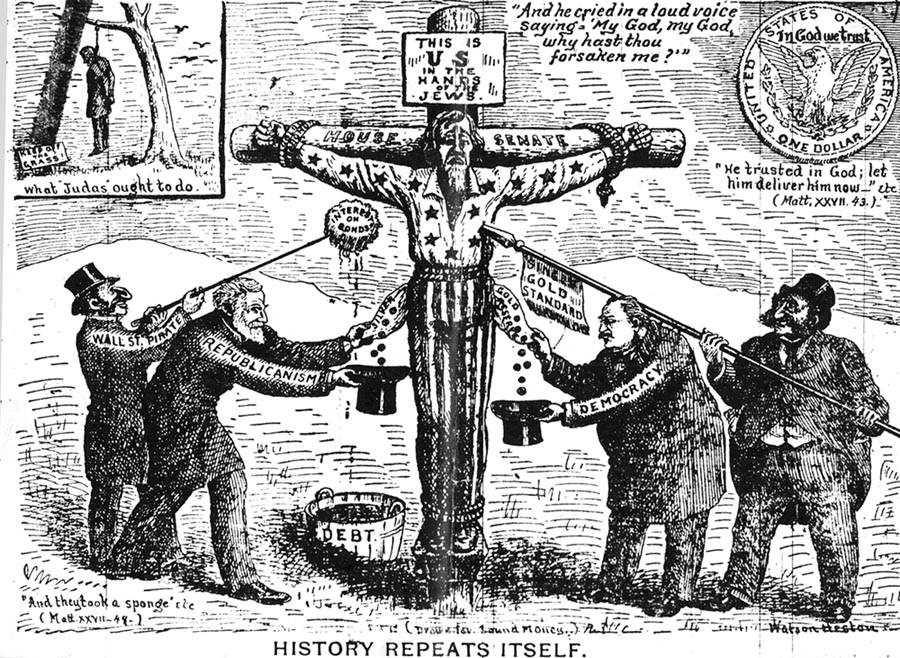
« L'histoire se répète : les États-Unis sont entre les mains des Juifs ». Après Judas pendu (en haut à gauche), Oncle Sam est crucifié ; accompagnés du Républicanisme et de la Démocratie qui vident ses poches, des Juifs (dont un « pirate de Wall Street ») plongent une lance dans son cœur et approchent une éponge empoisonnée vers sa bouche, trempée dans la Dette. Caricature 1896.

Au Moyen Âge, les Juifs étaient exclus de la plupart des professions par l’Église chrétienne et par les corporations, et donc étaient obligés de pratiquer des occupations marginales, considérées socialement inférieures, telles que la collecte des impôts et des loyers et le prêt d’argent. Ceci était fait pour montrer que les Juifs étaient des usuriers insolents et cupides. Des tensions naturelles entre créditeurs et débiteurs s’ajoutaient aux mésententes sociales, politiques, religieuses et économiques.
« … L’oppression financière des Juifs survenait dans les régions où ils étaient le plus détestés, et si les Juifs réagissaient en se concentrant sur le prêt d’argent aux Gentils, l’impopularité, et en conséquence la pression, augmentait. Ainsi les Juifs devinrent un élément dans un cercle vicieux. Les Chrétiens, sur la base de règles bibliques, condamnaient totalement le prêt avec intérêt, et à partir de 1179 ceux qui le pratiquaient étaient excommuniés. Mais les Chrétiens imposaient aussi les plus sévères fardeaux financiers aux Juifs. Les Juifs réagissaient en pratiquant le seul commerce où les lois chrétiennes leur étaient favorables, et ainsi par la force des choses furent identifiés avec le commerce haï du prêt d’argent. »
Les paysans qui étaient forcés de payer leurs impôts aux Juifs, pouvaient les identifier comme le peuple qui prenait leurs économies tout en restant loyaux à leurs seigneurs pour le compte desquels travaillaient les Juifs. Les débiteurs gentils rapidement accusaient les Juifs d’usure, même si ceux-ci ne prenaient qu’un intérêt ou des frais symboliques. Ainsi, les attaques contre l’usure étaient rapidement liées à de l'antisémitisme.
En Angleterre, les croisés qui s'en allaient, ont été rejoints par des foules de débiteurs lors des massacres des Juifs de Londres et de York en 1189-1190. En 1275, Édouard Ier d'Angleterre édicte le « Statut des Juifs », qui rend l'usure illégale et l'assimile au blasphème, de façon à saisir les biens des contrevenants. Une grande quantité de Juifs anglais sont arrêtés et 300 d'entre eux sont pendus et leurs biens confisqués par la Couronne. En 1290, tous les Juifs sont expulsés d'Angleterre, autorisés à ne prendre que ce qu'ils pouvaient porter, le reste de leurs biens revenant au roi. L'usure fut citée comme la raison officielle de l'« Édit d'Expulsion ».
Selon Walter Laqueur,
« L'enjeu n'était réellement pas de savoir si les Juifs étaient devenus cupides (comme le déclaraient les antisémites), ou parce que presque toutes les autres professions leur étaient interdites… Dans les pays où d'autres professions leur étaient autorisées, tel qu'en Al-Andalus et dans l'Empire ottoman, on trouvait plus de Juifs forgerons que prêteurs d'argent. Les Juifs furent principalement accusés d'usure avant le XVe siècle ; comme les villes grandissaient en puissance et affluence, les Juifs furent éliminés du prêt d'argent par le développement des banques. »
Les banques actuelles dont les fondateurs étaient des financiers juifs ou tenues par des juifs continuent de participer de ce mythe du juif avide et mercantile.

### Accusation de manque de patriotisme et de lâcheté

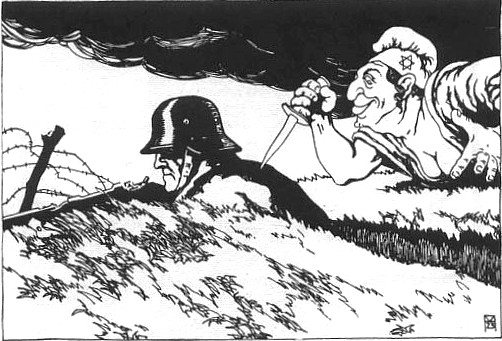
« Stab-in-the-back »(poignardé dans le dos), affiche autrichienne, 1919.

Au fur et à mesure que l'émancipation des Juifs progresse, de nouvelles accusations antisémites apparaissent et abondent dans la presse. Souvent les Juifs furent accusés d'insuffisance de patriotisme.
À la fin du XIXe siècle, se produit en France le scandale politique connu sous le nom d'Affaire Dreyfus, où victime d'un complot, le jeune officier juif français, Alfred Dreyfus, est condamné à tort pour trahison. Le scandale politique et judiciaire qui agitera toute la France ne se termina que par la pleine réhabilitation de Dreyfus.
Lors de la Première Guerre mondiale, le Haut Commandement Militaire Allemand imposa un Judenzählung (Recensement des Juifs), dont le but était de confirmer l'allégation de manque de patriotisme des Juifs allemands, la Dolchstroßlegende (coup de poignard dans le dos). Mais les résultats de ce recensement contredisaient ces allégations et ne furent jamais rendus publics,.

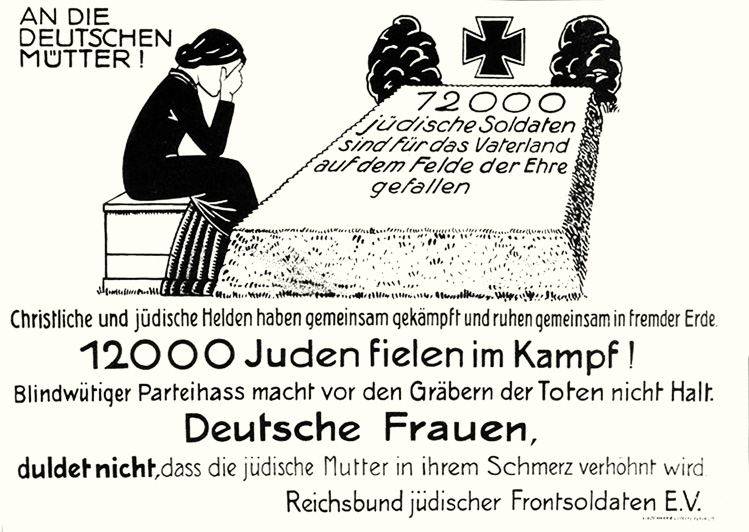
« 12.000 soldats juifs sont morts au champ d'honneur pour leur patrie. » Un tract publié en 1920 par les vétérans juifs allemands en réponse à la Dolchstoßlegende (légende du coup de poignard dans le dos).

En France en 1944, Philippe Henriot, sur Radio-Paris, se moque et met en doute le patriotisme français de l'humoriste juif Pierre Dac, pourtant mobilisé en 1914 et blessé au front par deux fois. Ce dernier lui répond sur Radio-Londres dont il était une voix, que son frère Marcel, mort au front en 1915 lors de la Première Guerre mondiale, a bien sur sa tombe l'inscription « Mort pour la France », contrairement à l'épitaphe qui figurera sur celle du collaborateur.
Une autre variante de cette notion est l'accusation que les Juifs sont lâches et font tout pour échapper au service militaire. Avec la montée des théories racistes au XIXe siècle, une autre calomnie antisémite essaya de souligner la possible « féminité » de la race juive. Comme les femmes, les Juifs manquent de « caractère ». Dans leur livre Genocide and Gross Human Rights Violations (Génocide et Violations Importantes des Droits de l'Homme), Kurt Jonassohn and Karin S. Björnson écrivent :
« Historiquement, les Juifs n'étaient pas autorisés à porter les armes dans la plupart des pays de la diaspora. En conséquence, quand ils étaient attaqués, ils n'avaient pas la possibilité de se défendre par eux-mêmes. Dans certaines circonstances, leur protecteur les défendait. Sinon, ils n'avaient seulement le choix soit de se cacher soit de fuir. Ceci est l'origine de l'allégation antisémite que les Juifs sont des lâches. »
Dans l'Union soviétique de Staline, la campagne nationale contre les « cosmopolites sans racines », un euphémisme pour désigner les Juifs, a été lancé par un article dans le journal Pravda le 28 janvier 1949 :
« … des profiteurs cosmopolites, sans retenue et mal intentionnés, avec ni racines ni conscience… poussant sur la levure pourrie du cosmopolite, de la décadence et du formalisme bourgeois… des nationaux non-indigènes, sans patrie, qui empoisonnent avec puanteur… notre culture prolétarienne. »

### Accusation de militarisme excessif et de cruauté
Parfois une allégation antisémite en contredit une autre : « Israël a réfuté les allégations antisémites, populaires pendant la Seconde Guerre mondiale, que les Juifs étaient des lâches et de pauvres soldats. En fait, l'image d'un Israël militariste est devenue populaire parmi une frange d'éléments de la gauche politique. ».[pas clair]

### Accusation de racisme
De nombreux livres et sites web exploités par des néonazis, des partisans de la suprématie blanche, des adhérents de l'identité chrétienne et des groupes islamiques radicaux présentent ce qu'ils proclament être des citations autorisées de la littérature rabbinique et qui tenteraient à prouver que le judaïsme est raciste, que les Juifs haïssent les non-Juifs et les perçoivent comme des non-humains.

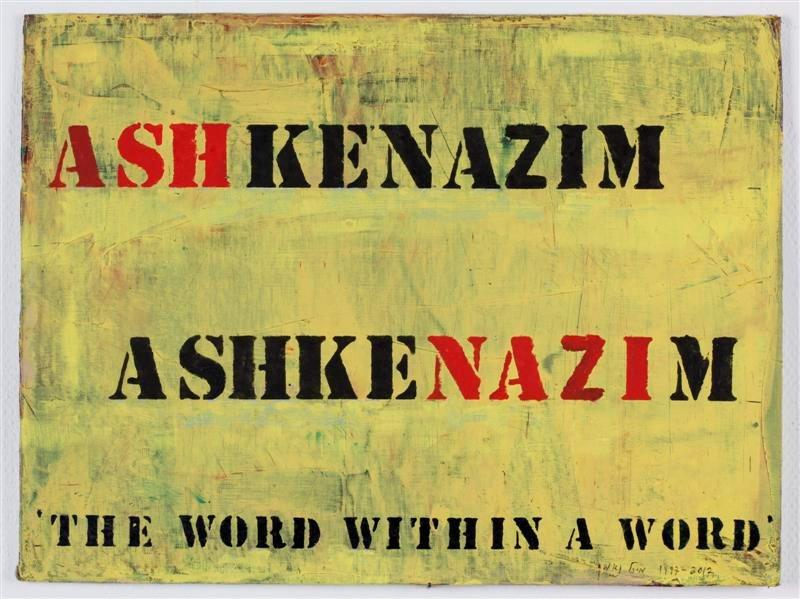
Titre Les Ashkenazes. Inscription : « Le mot est dans le mot ». Huile sur toile, Michal Naaman, 1997-2013.

Selon l'audience de 1984 du Sous-comité des Droits de l'Homme et des Organisations Internationales du Congrès américain, concernant les Juifs d'Union soviétique :
« Cette allégation antisémite vicieuse, fréquemment répétée par les officiels et autres écrivains soviétiques, est basée sur la notion erronée que le « Peuple élu » de la Torah et du Talmud prêche une « supériorité sur les autres peuples » ainsi qu'une exclusivité. C'était entre autres un des thèmes principaux des Protocoles des Sages de Sion, faux tsaristes de triste notoriété. »
Actuellement dans les camps opposés anti-racistes ou musulmans, les Juifs ou Israël vont être accusés d'être racistes puis être comparés à des nazis racistes qui incarnent le mieux cette notion dans l'histoire récente, puis d'agir ou vouloir agir comme eux. Ce motif d'accusation de racisme serait donc à rapprocher de la considération d'Israël comme un État néo-nazi, d'abord à l'idéologie raciste menant à l'apartheid puis aux velléités vengeresses et destructrices - et accessoirement de domination mondiale.

### Négation de la Shoah
La plupart des négations de la Shoah impliquent ou affirment ouvertement que la Shoah est une mystification faisant partie d'une conspiration juive délibérée pour privilégier les intérêts des Juifs aux dépens des autres peuples. Pour cette raison, les négations de la Shoah sont généralement considérées comme une théorie antisémite du complot.
La négation de la Shoah est devenue illégale dans de nombreux pays européens peu de temps après la fin de la Seconde Guerre mondiale, car récurrente et émanant de groupes négationnistes ou néonazis.

## L'antisémitisme comme phobie sociale
En 1882, Léon Pinsker écrit que la phobie sociale peut expliquer les causes de la haine des Juifs qu'il appelle « Judéophobie » :
« La Judéophobie est une variété de démonopathie… ce fantôme n'est pas désincarné comme les autres fantômes, mais fait de chair et de sang, et doit endurer les souffrances infligées par la foule craintive qui se croit elle-même en danger….Alors pour résumer, on peut dire que pour la personne vivante, le Juif est un cadavre, pour l'autochtone un étranger, pour l'habitant un vagabond, pour le propriétaire un mendiant, pour le pauvre un exploiteur et un millionnaire, pour le patriote un homme sans pays, et pour tous un rival haï. »